# SARS-CoV-2 chez les animaux
Pour un article plus général, voir SARS-CoV-2.
 (mai 2020).
La mise en forme du texte ne suit pas les recommandations de Wikipédia : il faut le « wikifier ».
Les points d'amélioration suivants sont les cas les plus fréquents. Le détail des points à revoir est peut-être précisé sur la page de discussion.
- Les titres sont pré-formatés par le logiciel. Ils ne sont ni en capitales, ni en gras.
- Le texte ne doit pas être écrit en capitales (les noms de famille non plus), ni en gras, ni en italique, ni en « petit »…
- Le gras n'est utilisé que pour surligner le titre de l'article dans l'introduction, une seule fois.
- L'italique est rarement utilisé : mots en langue étrangère, titres d'œuvres, noms de bateaux, etc.
- Les citations ne sont pas en italique mais en corps de texte normal. Elles sont entourées par des guillemets français : « et ».
- Les listes à puces sont à éviter, des paragraphes rédigés étant largement préférés. Les tableaux sont à réserver à la présentation de données structurées (résultats, etc.).
- Les appels de note de bas de page (petits chiffres en exposant, introduits par l'outil «  Source ») sont à placer entre la fin de phrase et le point final[comme ça].
- Les liens internes (vers d'autres articles de Wikipédia) sont à choisir avec parcimonie. Créez des liens vers des articles approfondissant le sujet. Les termes génériques sans rapport avec le sujet sont à éviter, ainsi que les répétitions de liens vers un même terme.
- Les liens externes sont à placer uniquement dans une section « Liens externes », à la fin de l'article. Ces liens sont à choisir avec parcimonie suivant les règles définies. Si un lien sert de source à l'article, son insertion dans le texte est à faire par les notes de bas de page.
- La présentation des références doit suivre les conventions bibliographiques. Il est recommandé d'utiliser les modèles {{Ouvrage}}, {{Chapitre}}, {{Article}}, {{Lien web}} et/ou {{Bibliographie}}. Le mode d'édition visuel peut mettre en forme automatiquement les références.
- Insérer une infobox (cadre d'informations à droite) n'est pas obligatoire pour parachever la mise en page.

Pour une aide détaillée, merci de consulter Aide:Wikification.
Si vous pensez que ces points ont été résolus, vous pouvez retirer ce bandeau et améliorer la mise en forme d'un autre article.

Cet article traite du cas des infections à SARS-CoV-2 chez les animaux autres que l'Homme.

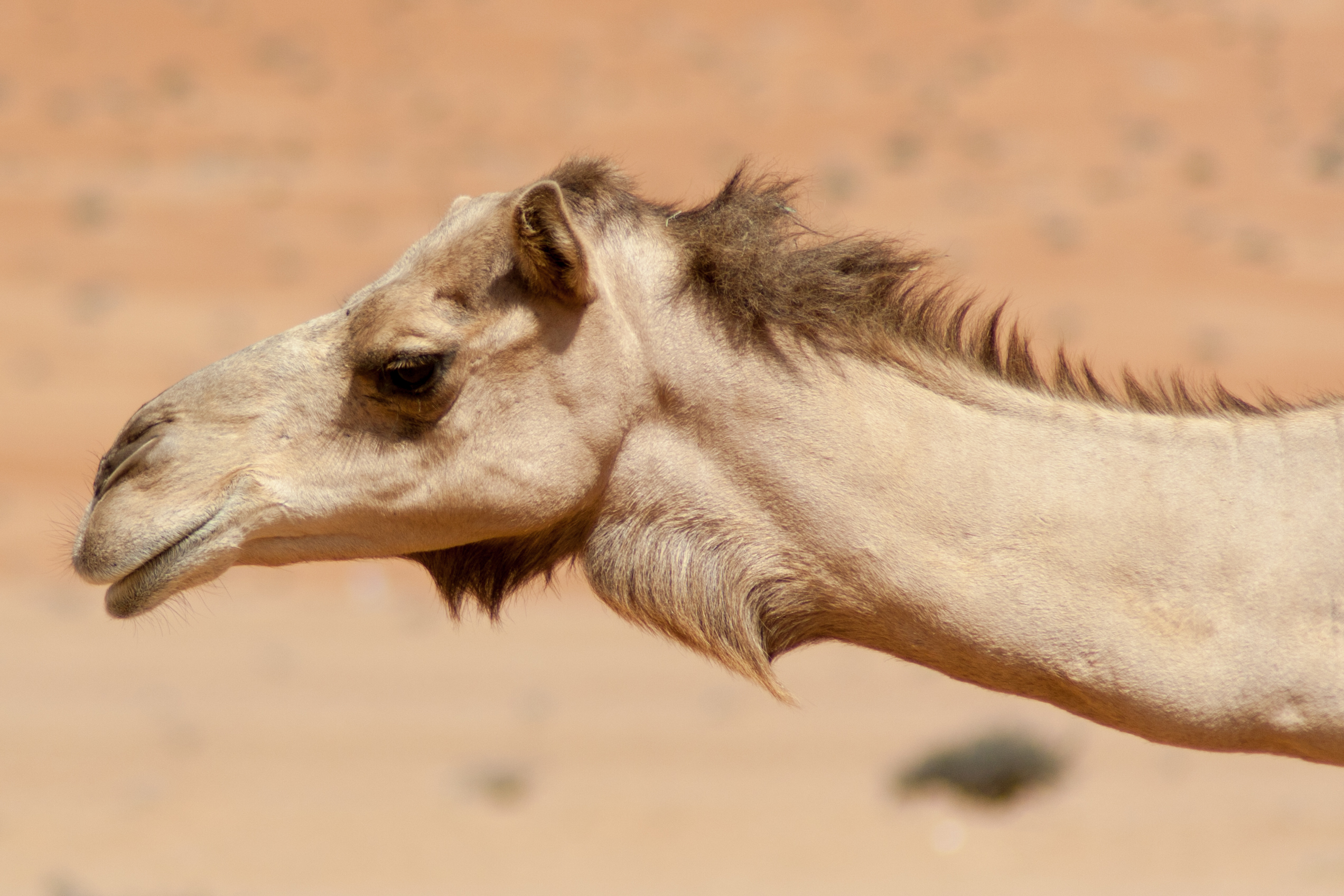
Dromadaire (espèce réservoir importante pour le maintien et la diversification d’au moins trois coronavirus partagés avec l’Humain et notamment de plusieurs lignées MERS-CoV dont une lignée recombinante dominante depuis décembre 2014, qui fut source d’épidémies humaines en 2015. La veille écoépidémiologique faite en Arabie saoudite en 2014-2015 a montré que des virus MERS-CoV et d'une lignée liée au CoV 229E humain co-circulaient à haute prévalence chez le dromadaires (avec des co-infections fréquentes des voies respiratoires supérieures de l’animal).
L'ACE2 de cet animal n'est pas compatible avec la protéine spiculaire du SARS-CoV-2.

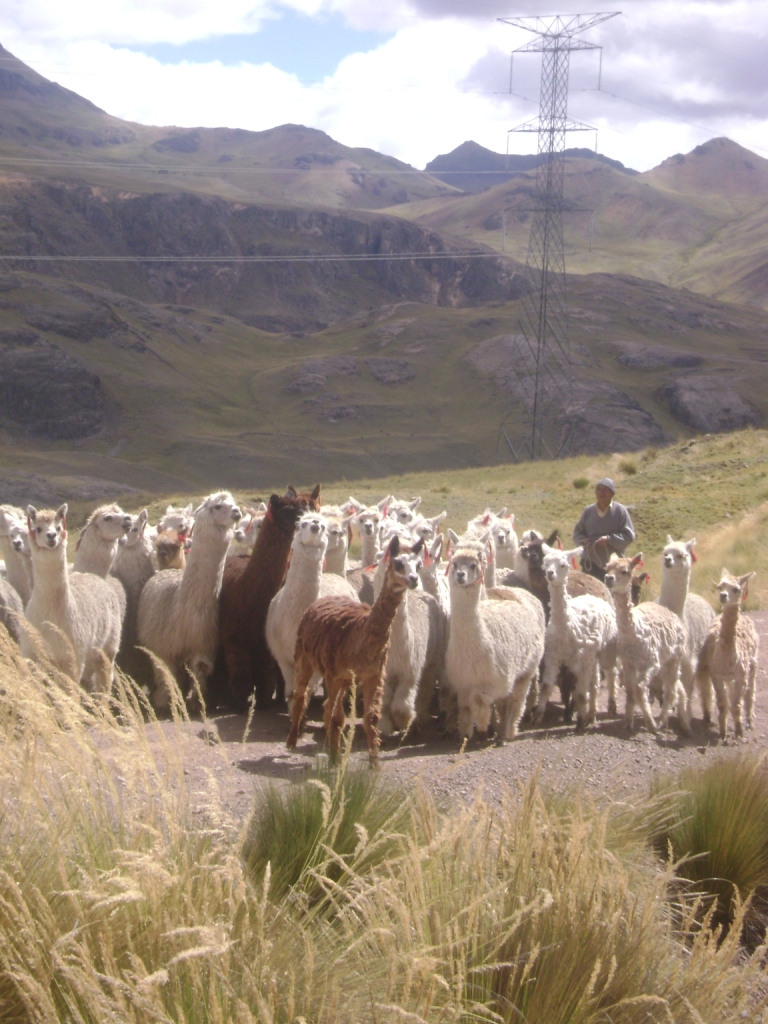
Troupeau d'Alpagas (dont le rôle d’« espèce intermédiaire » est encore discuté ; il pourrait aussi avoir été infecté par l’humain et non pas par des chiroptères).

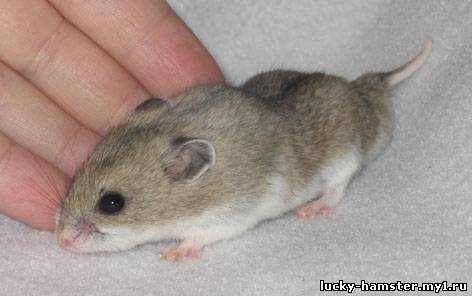
Hamster de Chine, espèce facilement infectée par le SARS-CoV-2 ; noter que certains de ses prédateurs (mustélidés et félins) sont également sensibles à ce virus.

En début de pandémie, jusqu'en mai-juin 2020, le SARS-CoV-2 chez les animaux n'a été observé que sporadiquement et « le rôle des animaux dans l'épidémiologie du SRAS-CoV-2 est encore largement inconnu », nécessitant des recherches urgentes. Des études de séroprévalences sont recommandées chez les animaux côtoyant les humains dans les régions touchées par le COVID-19, pour détecter d'éventuelles infections animales silencieuses (ou non) chez les animaux domestiques et sauvages ou errants (chats, furets et chiens notamment, quand ils appartiennent à des patients COVID-19).
En novembre 2020, selon la revue Science « les primates non humains, les chats, les furets, les hamsters, les lapins et les chauves-souris peuvent être infectés par le SRAS-CoV-2 ».
L'ARN du SRAS-CoV-2 a aussi été détecté « chez des félidés, des visons et des chiens sur le terrain ». À Wuhan de nombreux chats portaient le virus. Et les analyses génomiques faites dans seize fermes de visons touchées par des foyers de SARS-CoV-2 et chez les humains y vivant ou y travaillant ont montré que le virus y a été introduit par l'homme et y a évolué « reflétant très probablement une circulation généralisée parmi les visons au début de la période d'infection plusieurs semaines avant la détection (…) 68 % des résidents, employés et/ou contacts de la ferme de visons testés avaient des signes d'infection par le SRAS-CoV-2. Quand des génomes entiers étaient disponibles, les souches avaient toutes une « signature » animale, démontrant une transmission de l'animal à l'humain du SRAS-CoV-2 dans les élevages de visons ».
Début 2020, on sait que la glycoprotéine de pointe du SARS-CoV-2 provient d'un SARS-CoV (CoVZXC21 ou CoVZC45) et d'un β-CoV inconnu (toujours inconnu fin 2020).

## Histoire et contexte écoépidémiologique de 2020
Fin 2018, juste avant la pandémie, des chercheurs chinois avaient déjà alerté la communauté scientifique internationale en écrivant : 

« […] compte tenu de la prévalence et de la grande diversité génétique des SARS-rCoV des chauves-souris, de leur étroite coexistence et de la recombinaison fréquente des CoV, on s'attend à ce que de nouvelles variantes émergent à l'avenir ».

— Jie Cui, Fang Li, Zheng-Li Shi, Nature Reviews Microbiology
Début 2020, il est estimé que le nouveau coronavirus (SARS-CoV-2), identifié fin 2019, est d'origine animale (chiroptère probablement). Après avoir muté en s'adaptant à l'Homme, il a causé la pandémie de Covid-19.
Il fait partie d'un groupe de centaines de virus, notamment isolés chez des humains, rongeurs et chez des chauves-souris (pour lesquelles les coronavirus semblent très peu pathogènes).
Il est démontré (ne serait-ce que par les exemples récents du SRAS puis du MERS) que des mutations permettent parfois aux CoVs de franchir la barrière des espèces, probablement depuis des milliers d'années, devenant parfois un pathogène humain important,,,,.
En début de pandémie de Covid-19, quelques cas d'animaux de compagnie, d'élevage ou de jardins zoologiques sont signalés infectés par le SARS-CoV-2. L'infection est le plus souvent bénigne, voire asymptomatique chez les chiens.
La mort d'un seul chat a été confirmée et des doutes puis des preuves de mortalité ont été apportés pour le vison. Des doutes ont concerné un chien hongkongais. Des chats, chiens, lions, tigres et visons semblent avoir été contaminés par l'être humain. La contamination entre chats et furets a été prouvée expérimentalement,. Les premiers mois, les cas animaux semblent rares, mais peu de dépistages ont été faits, et même aucun sur des sujets sauvages.
Mi-2020, selon les autorités sanitaires nationales et internationales (OMS, OIE…), les animaux domestiques ne jouent pas de rôle épidémiologique significatif dans la diffusion du SARS-CoV-2 ; le risque de contamination de l’Homme par ce virus à partir des animaux domestiques est jugé faible, mais non-nul. Le risque inverse (c'est-à-dire de contamination d'un animal par un humain atteint de COVID-19) est démontré, par quelques cas isolés (chiens, chats) mais dans la plupart des cas, au moment des tests, la réplication du virus semblait nulle ou faible, et souvent l'excrétion virale de l'animal domestique était faible.
En mai 2020, les experts restent prudents sur ce sujet, car comme le rappelle alors l'académie de médecine en France, « le Sars-CoV-2 a pu être isolé chez plusieurs espèces animales, dont le chien viverrin, les chats ou infecter expérimentalement des furets et des rongeurs (cobayes et hamsters), le plus souvent sans signes cliniques ». Début 2020, l'OMS (et divers experts), sur la base des premiers éléments disponibles, ont rapidement déclaré que rien n'indiquait que la maladie puisse se transmettre de l'humain à l'animal. Sur la base de données encore rares, ces experts et d'autres affirment alors que le virus ne toucherait que très peu les chiens et chats et que, le cas échéant, ces animaux présenteraient des taux d'excrétion et risques de contagion faibles.
Début mai 2020, on ignorait encore dans quelle mesure le virus avait ou non conservé des caractéristiques lui permettant de contaminer d'autres espèces animales. Dans le contexte de la pandémie de Covid-19, le public et des éleveurs se questionnent sur les risques pour leurs animaux. Par ailleurs, pour gérer la pandémie de Covid-19 et pour limiter ou éviter une seconde vague ou d'autres émergences épidémiques ou pandémiques de virus de la même famille, il importe de trouver quelle est l'espèce-intermédiaire (comme on a pu le faire pour le SRAS et le MERS) ; il importe aussi de savoir s'il pourrait y voir d'autres espèces-intermédiaires et de comprendre ce qui peut favoriser d'autres franchissements de la barrière de l'espèce. Il en va de même pour le SRAS qui peut ré-émerger, et le MERS qui n'a pas disparu.
Quelques « hôtes réservoirs » et « espèces intermédiaires » de certains HCoV (coronavirus humains ou humanisés) sont déjà connus. Une meilleure identification des hôtes-animaux est nécessaire à la prévention vétérinaire (et en médecine humaine). En effet, à titre d'exemple : le SARS-CoV et le MERS-CoV sont deux coronavirus hautement pathogènes mais à ce jour mal adaptés aux humains ; leur transmission au sein de l'humanité n'est pas assurée mais ils peuvent se maintenir dans leurs réservoirs zoonotiques et, de là, éventuellement se re-propager vers l'Homme, « éventuellement via un ou plusieurs hôtes intermédiaires et amplificateurs » ;
Dans l'approche « une seule santé », les scientifiques cherchent donc à répondre aux questions suivantes : quelles sont les espèces réservoirs du SARS-CoV-2, quelles sont ses éventuelles espèces vectrices, sauvages et/ou domestiques potentiellement intermédiaires ou amplificatrices potentiels du SARS-CoV-2 ? Comment et à quelles conditions le virus se propage dans le monde animal ? Et avec quels effets sur les animaux et les écosystèmes ou les agroécosystèmes ? Les animaux commensaux ou épisodiquement proches de l'homme jouent-ils ou peuvent-ils jouer un rôle épidémiologique ou écoépidémiologique (via leurs poils, plumes, urines ou fèces, voire leur salive, larmes ou sperme éventuellement) ?
Au 21 mai 2020, l'OIE estimait que « la propagation actuelle du COVID-19 est le résultat d'une transmission d'humain à humain ; et l'OIE estimait qu'il n'était pas justifié de prendre des mesures visant les animaux, notamment les animaux de compagnie, qui pourraient compromettre leur bien-être ».
En novembre 2020, il est clair que les primates non humains, les félins, les furets, les hamsters, les lapins et les chauves-souris peuvent être infectés par le SRAS-CoV-2. L'ARN du SRAS-CoV-2 a été détecté chez des félidés, des visons et des chiens dans des zoos, élevages, chez des animaux familiers.
Le suivi des mutations du virus montre qu'il a dans ces contextes été introduit par l'homme et a évolué « reflétant très probablement une circulation généralisée parmi les visons au début de la période d'infection plusieurs semaines avant la détection (…) 68 % des résidents, employés et/ou contacts de la ferme de visons testés avaient des signes d'infection par le SRAS-CoV-2. Lorsque des génomes entiers étaient disponibles, ces personnes étaient infectées par des souches avec une signature de séquence animale, ce qui prouvait la transmission animale à humaine du SRAS-CoV-2 dans les élevages de visons ». On admet maintenant que divers animaux (ex : vison, chat, chien) peuvent contaminer l'humain ou jouer un certain rôle de réservoir.

## Rappels sur les coronavirus (CoV)

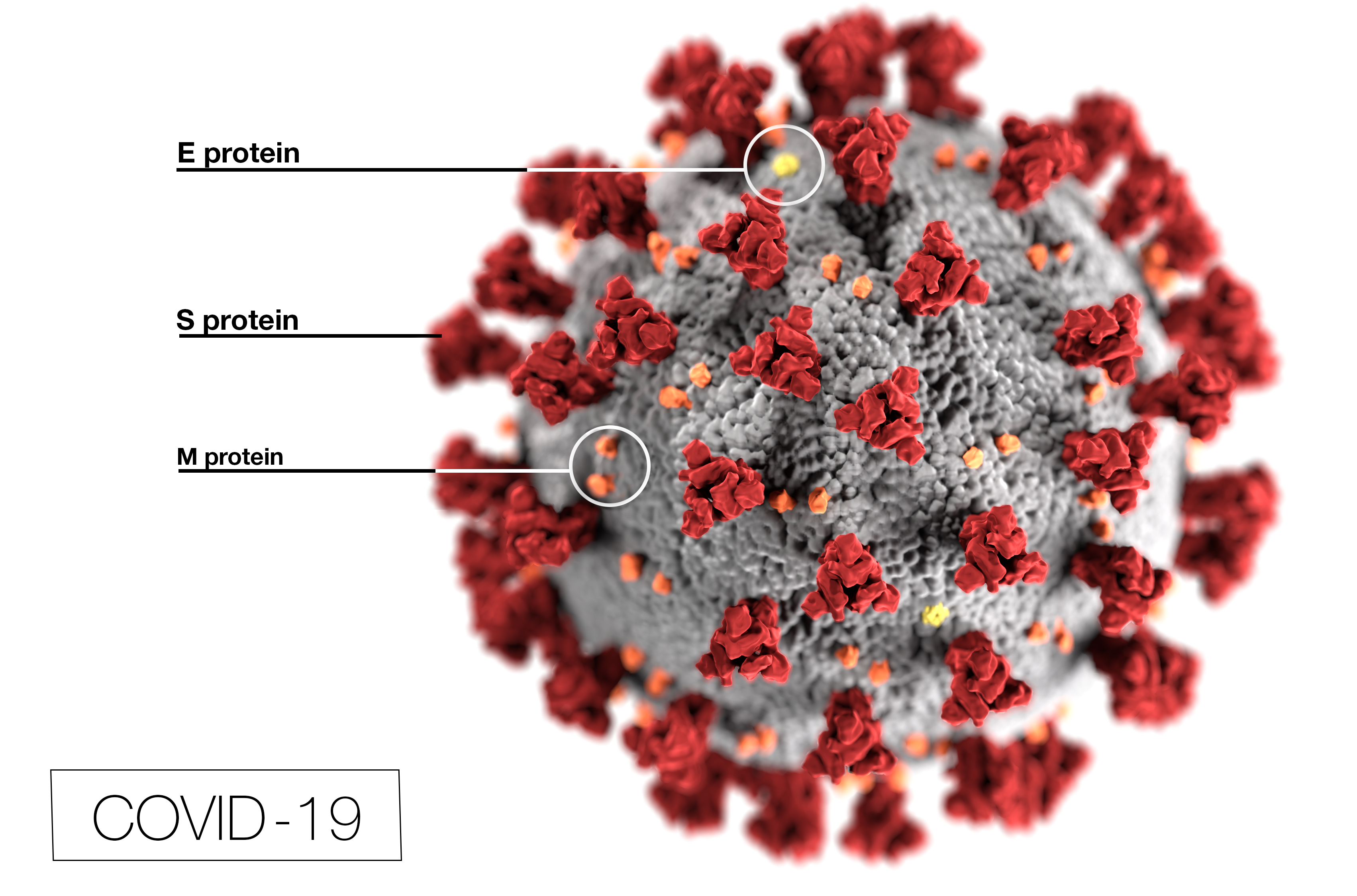
Vue d'artiste d'un virion de SARS-CoV-2 (taille : 125 nm,)

Les coronavirus infectent de nombreuses espèces animales et sont parfois zoonotiques (c'est-à-dire capable d'infecter à la fois l'animal et l'Homme). Ils sont probablement très anciens, mais quelques espèces émergentes de coronavirus sont apparues ces dernières décennies, attirant l'attention en raison de coûts sociaux-économiques importants. 
Historiquement, le premier coronavirus (virus de la bronchite du poulet) a été identifié par un vétérinaire (le Dr Oskar Seifried) en 1931, mais ce groupe de virus a surtout commencé à être identifiés dans la seconde partie du XXe siècle. Ils ne sont connus du grand public que depuis 2003 (quand le SARS-CoV-1 a émergé en causant une épidémie de syndrome respiratoire aigu sévère chez l'humain).
Avant les pandémies de SRAS (2002-2003), de MERS puis de COVID-19, les coronavirus, réputés bénins, intéressaient peu la médecine humaine, mais ils avaient déjà une importance considérable en santé animale (« La plupart de nos connaissances sur les propriétés moléculaires pathogènes des coronavirus viennent de la communauté de virologie vétérinaire »). Au XXe siècle, les études sur les CoV strictement « vétérinaires » n'ont porté que sur des virus à forts enjeux technico-économiques pour l'élevage : virus de l'hépatite de la souris (MHV) ; virus de la péritonite infectieuse féline (FIPV) et virus de la bronchite infectieuse des volailles (IBV). Puis au XXIe siècle le virus de la diarrhée épidémique porcine (PEDV), parce qu'il entraine une morbidité et une mortalité importantes (et donc des pertes économiques) s'y est ajouté. 
Des virologistes vétérinaires, bien avant les médecins ont, dans ce cadre, noté que le système nerveux central (SNC) peut être ciblé par certains coronavirus. Ils l'ont démontré avec le virus hémagglutinant de l'encéphalomyélite porcine (ou virus de la maladie du vomissement et du dépérissement dit PHEV), principalement connu de éleveurs porcins comme source d'infection entérique, mais qui peut aussi infecter les neurones du système nerveux central, en provoquant chez le porc une encéphalite, accompagnée de vomissements et d'un dépérissement. Récemment, un nouveau Alphacoronavirus dit du syndrome de diarrhée aiguë porcine (SADS-CoV) a été décrit chez le porc,.
Les vétérinaires s'intéressent d'autant plus aux coronavirus que le double contexte de l'anthropisation de la planète, et de l'élevage industriel mondialisé (élevages d'animaux génétiquement de moins en moins diversifiés, en raison notamment du développement de l'insémination artificielle et d'une sélection drastique des géniteurs) est très favorable à la diffusion de type de virus et à l'apparition de nouveaux coronavirus.
Des coronaviroses sont communes chez de nombreux animaux domestiques et d'élevage ; souvent peu symptomatiques ou asymptomatiques ; mais parfois mortelles.
Dans l'organisme, leur tropisme (cellules-cibles et/ou organes-cibles du virus) a longtemps été réputé principalement respiratoire, gastroentérique (tout ou partie du tube digestif) ou hépatique (tout ou partie du foie) et plus rarement neurologique, mais on note de plus en plus d'atteintes neurologiques parfois graves.
- Concernant la faune sauvage, de nombreux mammifères sont suspectés de pouvoir être infectés par divers CoV, et notamment par les deux virus émergents et préoccupants que sont le SARS-CoV-1 et le SARS-CoV-2 (on le pense au vu des modélisations de leurs protéines cibles potentielles du virus (simulations par modélisation d'homologie). Le Pangolin[41] et des rongeurs du vaste groupe des Cricetidae[10], ainsi que des animaux élevés pour leur fourrure (renards, visons) sont concernés. Ces virus pourrait éventuellement avoir des effets important sur une partie de la faune sauvage (grands singes notamment).
- Concernant la faune domestiquée, plusieurs Coronavirus sont déjà source d'importants problèmes zootechniques et de pertes économiques pour l'industrie de l'élevage. Et dans le contexte d'un monde de plus en plus anthropisé, et de la grande accélération, ce type de virose (parfois zoonotiques) peut éventuellement très rapidement affecter des élevages ou des animaux domestiques et de compagnie (tels que chiens, chats et hamster). Des études évaluent la sensibilité de différentes espèces animales à l'infection par la SARS-CoV-2, qui ont déjà montré que les volailles et porcs n'y sont pas vulnérables. 
Comme d'autres virus à ARN, dans certaines conditions (et notamment dans les conditions de l'élevage industriel et mondialisé), des Coronavirus peuvent se répandre plus facilement et imprévisiblement changer d'hôte, et aussi changer de tropisme tissulaire chez un même tôt et/ou avoir une pathogénicité ou une contagiosité qui évolue.

Des coronavirus à effets parfois sévères à mortels pour l'Homme sont trois à avoir émergé depuis 2000 (SARS-CoV-1, MERS, SARS-CoV-2). Avec l'émergence en 2019 du SARS-CoV-2 et, corrélativement, de la pandémie de Covid-19) en 2019-2020 (3e émergence pandémique due à un coronavirus en deux décennies). En 2020, un enjeu urgent est donc de mieux comprendre l'écologie de ce virus, ainsi ses interactions avec d'autres virus (de sa famille ou non) et entre ce virus et les systèmes immunitaires de l'Homme et des animaux domestiques ou sauvages avec lesquels il est en contact ; et avec les systèmes d'élevage, de chasse, de trafic et vente d'animaux sauvages. En effet, ces trois maladies émergentes ont en commun d'être très contagieuses, parfois sévères à mortelles (SRAS, MEERS, COVID-19), et comprendre les interactions CoV - hôte chez les animaux « pourrait également fournir des informations importantes sur la pathogenèse du CoV chez l'humain ». Tout comme la grippe, la COVID-19 est une maladie zoonotique induite par un virus à ARN, c'est-à-dire, un virus qui mute facilement, et dans ces trois cas, passant de l'Animal à l'Homme (via un hôte intermédiaire), et susceptible, inversement, de passer de l'Homme à l'Animal. Les mécanismes moléculaires responsables de l'émergence de nouvelles souches ou variants de CoV et expliquant des caractéristiques antigéniques, biologiques et/ou pathogénétiques nouvelles doivent être mieux compris, pour également mieux comprendre l'émergence, la propagation et l'évolution de la pandémie de Covid-19 et d'un possible équivalent animal.

### Coronavirus et barrière des espèces
Depuis 2002, la propension des coronavirus « à traverser la barrière des espèces » (au détriment des humains parfois) ne fait plus de doute. Par exemple, le Coronavirus humain OC43 (dit : HCoV-OC43) est un Betacoronavirus qui infecte les humains et les bovins et dont l'ancêtre pourrait être un coronavirus « bovin » ayant - par mutation aléatoire - acquis une aptitude à infecter l'Homme. Selon l'horloge moléculaire de ce virus, son émergence est relativement récente (leur ancêtre commun le plus récent est daté de 1890 environ). Le SARS-CoV-2 résulte lui-même d'une recombinaison virale d'un virus de chiroptère dans un animal intermédiaire lui ayant permis d'échapper au cycle animal-animal, en infectant l'être humain, à la faveur de mutations adaptatives qui ont converti un virus de chauve-souris en pathogène efficace chez l'Humain.
Les espèces de familles animales proches de l'Homme ont plutôt plus de risque d'être infectées mais le fait d'appartenir à une même famille n'a pas de liens systématique avec le risque, par exemple au sein de la famille des Cricetidae, la souris sauvage ne semble pas réceptive au virus alors que le hamster le contracte facilement.

### Taxonomie (types de coronavirus)
La référence faite au SRAS par la dénomination « SARS-CoV-2 » reflète le groupement phylogénétique auquel il appartient plutôt qu'il ne lie ce virus à la maladie SRAS chez l'humain (le SARS-CoV-2 n'est pas un descendant du SRAS-CoV, mais il en est un cousin génétiquement très proche).
Les coronavirus appartiennent à la sous-famille des Orthocoronavirinae de la famille des Coronaviridae et de l'ordre des Nidovirales.
Cette sous-famille comprend à ce jour quatre genres de coronavirus ; responsables d'infections courantes ou plus exceptionnelles chez de nombreuses espèces aviaires (Ɣ-CoV, ẟ-CoV) et de mammifères (α-CoV, β-CoV, Ɣ-CoV), dont chez l'humain et les singes :
| Taxon            | Symbole | Remarques |
| ---------------- | ------- | --- |
| Alphacoronavirus | α-CoV   | Groupe n'infectant que des mammifères, incluant divers coronavirus humains, mais aussi le coronavirus porcin de la gastro-entérite transmissible (ou TGEV, pour Transmissible gastroenteritis virus chez les anglophones), le coronavirus canin (CCoV) et les coronavirus félins |
| Betacoronavirus  | β-CoV   | n'infectent que des mammifères |
| Gammacoronavirus | Ɣ-CoV   | infectent les oiseaux, et pour certains des mammifères |
| Deltacoronavirus | ẟ-CoV   | infectent les oiseaux, et pour certains des mammifères |

## Hôte «évolutif», «réservoir», «naturels», «intermédiaires» ou «amplificateurs»
Ils ont des rôles différents dans l'évolution des souche et espèce virales et pour la transmission à l'Homme.
Pour le SARS-CoV-2 (comme pour d'autres « coronavirus humains »), Zi-Wei et ses collègues (de l'université de Hong Kong), distinguent en 2020 quatre catégories fonctionnellement différentes :
- l' « hôte évolutif » : c'est une espèce animale qui héberge en permanence un ancêtre étroitement apparenté au SARS-CoV-2 (c'est-à-dire « partageant une homologie élevée au niveau de la séquence nucléotidique ») et chez lequel le virus peut évoluer (par mutation et recombinaison génétique). Cet ancêtre est supposé s'être avec le temps parfaitement adapté à son hôte chez lequel il n'est plus pathogène[8] ;
- l' « hôte réservoir » : il héberge le HCoV de façon continue et à long terme, généralement sans que le virus y soit très pathogène. Ce type d'hôte s'infectent naturellement, selon des voies encore à éclaircir dans le cas du SARS-CoV-2.
- Ce deux types d'hôtes dont dits « hôtes naturels » (ils sont le réservoir naturel d'un ou plusieurs HCoV et de leurs virus-parent quand ces derniers n'ont pas disparu)[8] ;
- l' « hôte naturel » est une espèce naturellement infectée dans son milieu (par opposition à une espèce qui serait infectée du fait des activités humaines, élevage et tourisme notamment)
- l' « hôte intermédiaire » : c'est un hôte inhabituel (ou nouveau) du virus ; Il n'est pas bien adapté au virus qui est chez lui souvent pathogène. S'il est proche de l'Homme, ou si l'Homme a des contacts rapprochés avec lui (chasse, piégeage, consommation…) il devient une source potentiellement d'infection zoonotique humaine (et vétérinaire). Dans certains cas il devient hôte amplificateur[8] ;
- l' « hôte amplificateur» : c'est une « espèce intermédiaire », vulnérable au virus, qui lui permet, transitoirement, de se répliquer en grand nombre, ce qui augmente les chances du virus de se transmettre à l'homme[8].

Remarque : Une souche émergente de CoV « humain » (HCoV) ou un HCoV émergent, encore mal adaptés à l'Homme, peuvent être un « cul-de-sac évolutif », ou sans issue et disparaître avant même d'avoir été signalés, s'ils ne se maintiennent pas au sein d'un hôte intermédiaire. Mais ils pourraient aussi s'adapter à un ou plusieurs hôtes intermédiaires et alors devenir endémiques (l'« hôte intermédiaire » devient alors en « hôte réservoir »).
Origine ? Selon une analyse visant à élucider les relations phylogénétiques entre souches de coronavirus SARS-CoV-2 et non-SARS-CoV-2, terminée en juin 2020 (mais publiée le 7 novembre) :
1. les souches de SRAS-CoV-2 analysées pouvaient (en juin 2020) être divisées en trois clades avec agrégation régionale[51];
2. les coronavirus communs non-SRAS-CoV-2 infectant les humains ou d'autres organismes en causant un syndrome respiratoire et une gastro-entérite catarrhale épizootique pourraient aussi être divisés en 3 clades[51] ;
3. les hôtes des coronavirus communs les plus proches du SRAS-CoV-2 étaient Apodemus chevrieri (un rongeur), Delphinapterus leucas (béluga), Hypsugo savii (chauve-souris), Camelus bactrianus (chameau) et Mustela vison (vison)[51] ;
4. les séquences géniques du récepteur ACE2 provenant de différents hôtes pourraient également être divisées en trois clades. Les séquences du gène ACE2 en évolution les plus proches de celles des humains comprennent celles de Nannospalax galili (rat-taupe aveugle des montagnes de la Haute Galilée), Phyllostomus discolor (chauve-souris à nez pâle), Mus musculus (souris domestique), Delphinapterus leucas (béluga) et Catharus ustulatus (Grive de Swainson)[51].

Selon les auteurs, « le SRAS-CoV-2 pourrait avoir évolué à partir d'un ancêtre commun éloigné des coronavirus communs, sans être une branche de l'un d'entre eux »

## Symptômes et dangerosité
Chez les animaux domestiques et d'élevage, les premiers symptômes reconnus d'infection à SARS-CoV-2 étaient d'abord respiratoires, puis digestifs ou rénaux. Chez l'humain, des indices et enfin des preuves ont aussi mis en avant d'effets cardiovasculaires et neurologiques. Certains de ces effets pourraient aussi poser problème aux animaux s'ils s'y manifestent.
À titre d'exemple, en 2020, on ignore encore si l'anosmie et l'agueusie sont des symptômes également induits chez les animaux infectés par le SARS-CoV2. Mais si un animal sauvage vulnérable au SARS-CoV-2 est simplement victime d'une perte de goût ou d'odorat, ne serait-ce que quelques semaines, sa vie peut être menacée. En effet beaucoup d'animaux dépendent de leur odorat et de leur goût pour trouver et sélectionner leur nourriture, détecter le passage ou la proximité de proies ou de prédateurs (humains y compris). Ces sens leur permettent aussi de se repérer dans leur environnement, dans le noir, de repérer les phéromones et autres marques odorantes de territoire d'autres espèces ou individus territoriaux, de sentir à l'odeur l'identité de ses petits ou l'âge, d'inerprêter le statut de dominance sociale ou le statut émotif ou encore le degré de maturité sexuelle d'autres membres de leur communauté, etc., autant de facteurs vitaux pour la survie dans la Nature.
Chats et chiens en sont moins vitalement dépendant, mais on sait que l'anosmie peut par exemple les rendre violents à l'égard de congénènres ou très perturbés. Par exemple, dans un groupe des loups (captifs) rendus anosmiques par section du nerf olfactif, les jeunes mâles ont perdu leur capacité à se reproduire (absence d'intérêt pour les femelles en proœstrus ou en œstrus), mais le mâle plus âgé (sexuellement déjà expérimenté avant l'opération chirurgicale) a copulé avec succès malgré son anosmie (remarque : un biais ou une question possibles est le fait que le nerf olfactif est le seul à pouvoir se régénérer). Un chien de chasse qui serait privé d'odorat perdrait une grande partie de ses capacités. Et dans Nature (14 mai 2020), Richt note que « si les chiens présentent des symptômes similaires, cela pourrait affecter les chiens détecteurs qui reniflent des drogues, des explosifs et d'autres objets illicites » de même pour les chiens utilisés pour la recherche de personnes disparues ou emprisonnées dans les ruines d'un tremblement de terre, ou encore les chiens dressés pour détecter le virus.

## Enjeux

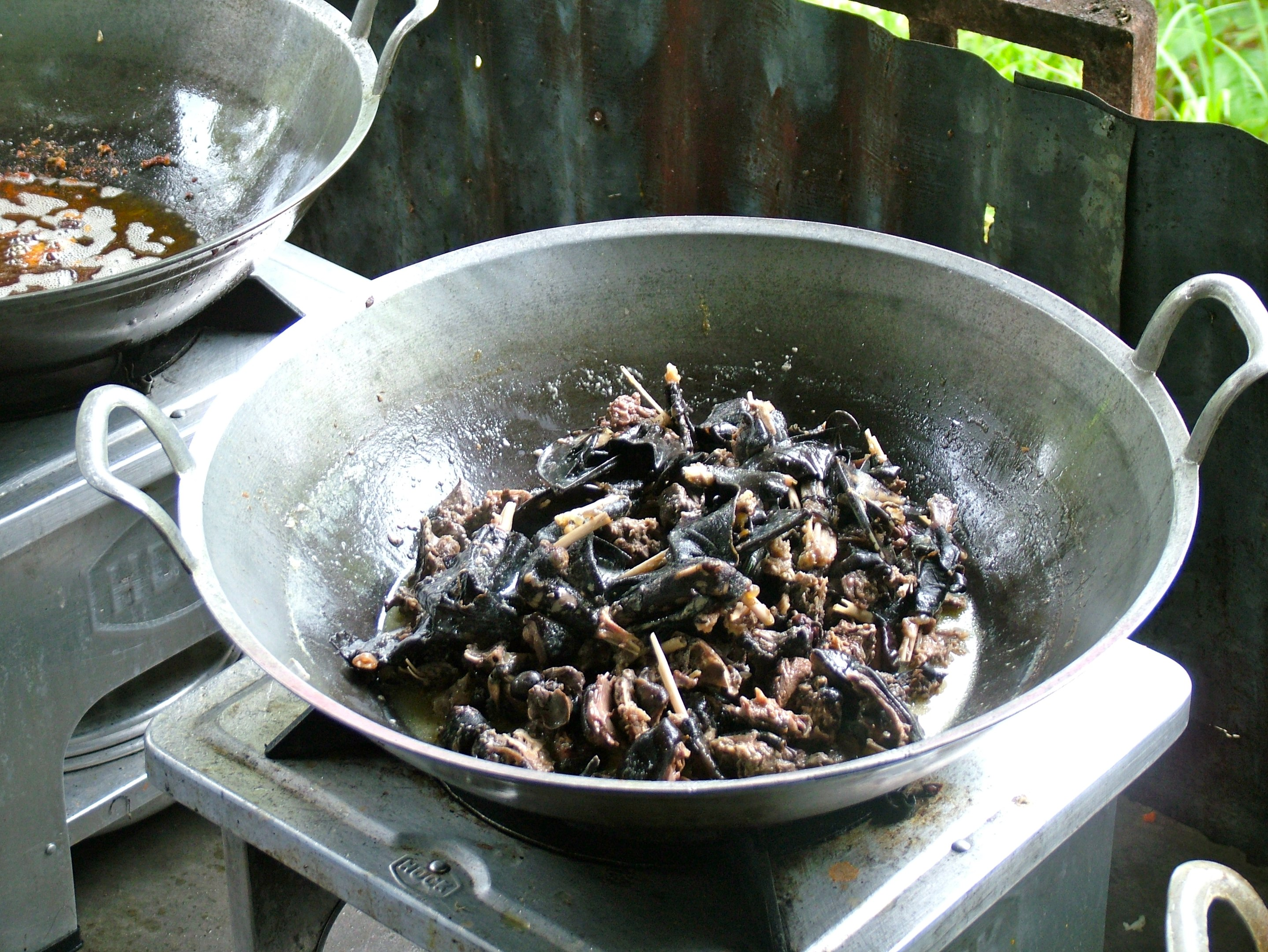
Cuisson de Paniki (plat local indonésien à base de chauve-souris frugivores)

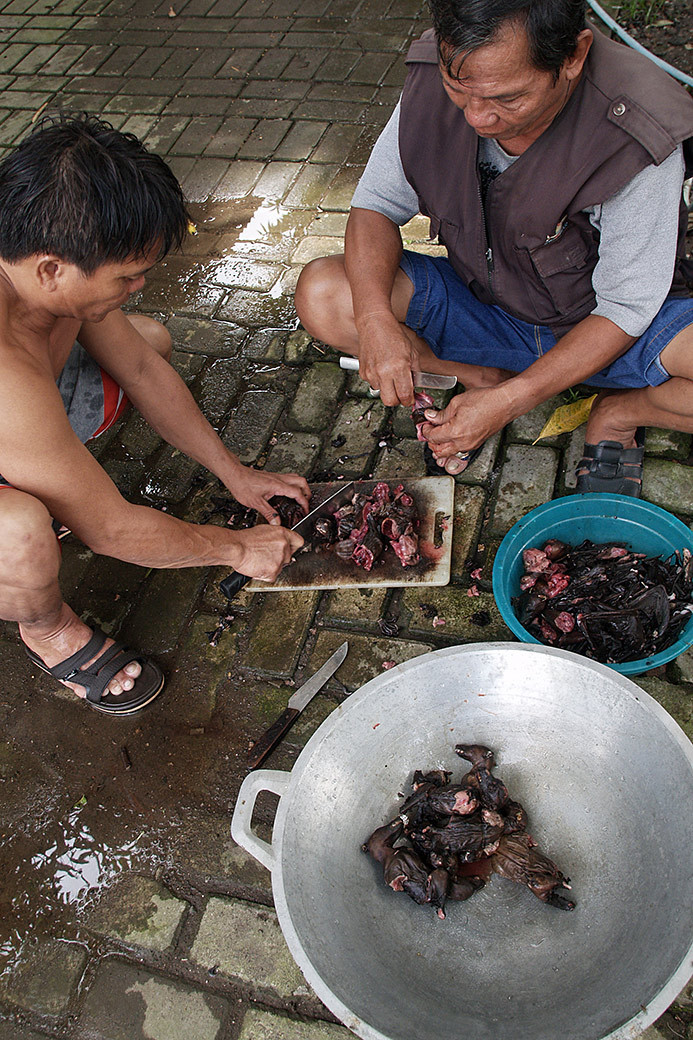
Préparation de chauve-souris (dépeçage avant cuisson, ici sur sol humide ; pour rappel les coronavirus survivent bien et longtemps dans l’eau fraiche et propre)

Vis à vis des animaux, la pandémie de Covid-19 a des enjeux sanitaires et écoépidémiologiques. Ainsi :
- Un enjeu est de mieux connaitre les animaux susceptible de véhiculer le SARS-CoV-2 ou de nouveaux variants de ce virus, par exemple pour protéger les humains immunodéprimées ou devant recevoir une xénotransplantation et/ou ceux qui travaillent régulièrement au contact d'animaux ou qui ont des loisirs impliquant l'animal (éleveur, vétérinaire, chasseur…)[46] ;
- un autre enjeu est de savoir (chez l'humain et l'animal) si une infection antérieure par un coronavirus taxonomiquement proche du SARS-CoV-2 en circulation (par exemple une infection transmise par un chien ou un chat à l'Homme) peut offrir une certaine protection immunitaire contre la COVID[56],[57],[58],[59],[60].
- En 2020, on compte sur un vaccin efficace, et en attendant sur des stratégies immunothérapeutiques (plasma de convalescent, anticorps monoclonaux), tous moyens qui pourraient être contournés par une évolution trop rapide du virus, ce qui peut se faire dans les réservoirs animaux que constituent des élevages tels que les élevages de visons[61].

Il y a aussi des enjeux socio-économiques (animaux de rente) et sociopsychologiques (lors du confinement, pour des personnes ou familles isolées, handicapées, etc., l'animal de compagnie peut jouer un rôle psychoaffectif renforcé).
Dans le monde un grand nombre de personnes ont des animaux de compagnie ou de rentes qui dépendent plus ou moins de leurs propriétaires pour leur survie. Comment répondre à court, moyen et long termes à leurs besoins physiologiques (et de bien-être animal, y compris émotionnels) lors d'une pandémie ? Avec quels éventuels risques zoonotiques ?
Comme pour toute zoonose, il convient de bien comprendre la relation virus-animal ; « L'identification des hôtes animaux a des implications directes dans la prévention des maladies humaines. L'étude des interactions CoV-hôte chez les animaux pourrait également fournir des informations importantes sur la pathogenèse du CoV chez l'humain ».
Début 2020, le rôle joué par le marché de gros de fruits de mer de Huanan à Wuhan, et probablement par le Pangolin (suspecté un temps — en février 2020 —, d'être la probable « espèce intermédiaire ») dans l'humanisation d'un coronavirus de chiroptère,, puis la "découverte" de deux chiens et d'un chat porteurs du virus parmi seulement quelques animaux testés, ont suscité dans le public et chez les experts, des questions sur les caractéristiques écoépidémiologiques du SARS-CoV-2 et de la COVID-19. 
Dans quelle mesure des animaux sauvages ou domestiques peuvent infecter l’homme et réciproquement ? Lesquels ? Comment ? Avec quel rôle écoépidémiologique et quelles conséquences vétérinaires, écologiques et économiques potentielles ?
L'OMS et l'OIE, sous l'égide de l'ONU recommandent de traiter les pandémies zoonotiques via une approche globale et balistique dite « One Health ». Comprendre les liens entre ce nouveau coronavirus et le monde animal est aussi nécessaire pour améliorer le "modèle animal" utilisé pour tester des médicaments ou vaccins, et pour une meilleure gestion du risque épidémique. L'OIE dispose d'un Groupe de travail sur la faune sauvage, et début 2020, l'Office a créé un groupe informel de conseil de l'OIE sur le COVID-19 (ensuite rebaptisé Groupe ad hoc de l'OIE sur le COVID-19 à l'interface humain-animal).
Le tropisme du virus pour les voies aéro digestives fait évoquer de probables voie de contamination féco-orale des aliments ; et des particules virales sont effectivement détectées dans les selles (humaines et animales). Pour le SRAS, coronavirus déjà responsable d'une pandémie en 2003, une étude chinoise (2004) avait cherché à identifier les sources du virus chez 94 personnes n’ayant pas eu de contacts retrouvés avec des malades. Les auteurs n'avaient pas trouvé que « la présence de souris ou de cafards à la maison » était un facteur de risque. Le rat a été évoqué comme facteur de dispersion de virus dans un cas particulier, mais sans preuves concrètes ni confirmation.
Vu le tropisme du virus (pulmonaire et intestinal notamment) et étant donné que le léchage est généralement important chez l'animal (dont chez le chat qui se lèche aussi l'anus), la gestion des poils, des litières et contenus de bac à litière pour chats et lapins domestiques et l'épandage de certains excréments sous forme de fientes de volaille, fumiers, lisiers et boues d'épuration, etc. présentent potentiellement d'importants enjeux de santé publique et vétérinaire.
En outre quelques cas particuliers se posent, par exemple avec les chiens détecteurs de malades de la COVID-19 de l'expérience de l'école vétérinaire de Maisons-Alfort et de l'hôpital Bégin de Saint-Mandé. Avec la méthode consistant à faire simplement sentir au chien, l'odeur d'un tampon de coton imprégné de sueur des aisselles d'une personne, le risque de contagion du chien par le porteur semble extrêmement faible, d'autant qu'à ce jour il semble assez difficile à infecter. Mais si le chien doit humer l'odeur de passager sortant en flux de modes de transport tels qu'avion, bateau, train, bus, métro, etc. pour détecter des porteurs de virus, éventuellement asymptomatiques, ce qui est envisagé début mai 2020, le risque de contagion du chien est plus élevé ou détecter des malades dans la rue, une autre question en suspens est : le chien peut il - comme l'humain - être victime d'anosmie (perte d'odorat) quand il est infecté par le SARS-CoV-2 ? On sait que l'anosmie existe parfois chez le chien (on sait même la produire artificiellement). Elle apparait notamment chez le chien atteint par la maladie de Carré (anosmie persistant parfois après la guérison). Un chien peut se faire agresser par un congénère si ce dernier est anosmique.
Enfin, des enjeux de protection de la biodiversité et d'éthique environnementale existent aussi, dont à l'égard des autres primates, non humains dont certains dans la super-famille des hominoïdes (grands singes notamment) ont un génome très proches du nôtre (à ce sujet, voir plus bas la section dédiée aux singes). Parmi les enjeux relayés par les médias et réseaux sociaux figurent la manière dont certains animaux sauvages (oiseaux et mammifères principalement) ont nettement changé de comportement quand leur environnement, les ports ou les villes sont devenues plus calmes, plus propres et presque sans voitures ; peu après le début du confinement,. Le 21 mai 2020, la BBC alertait sur le fait que les images d'animaux sauvages explorant des villes désertes de pays riches ne doivent pas cacher qu'il y a aussi « eu un pic de braconnage dans de nombreux pays pendant le confinement - ce qui en plus d'être mauvais pour la faune, augmente notre risque d'exposition à de nouveaux virus (…) "car des millions de personnes sont soudainement au chômage et elles n'ont rien sur quoi s'appuyer" (…) Les restrictions aux voyages internationaux peuvent avoir entravé le trafic d'espèces sauvages à travers les frontières, mais elles laissent également les animaux dans la nature avec beaucoup moins de protection ».

## Rôle de l'ACE2
D'après les données accumulées chez l'humain en début de pandémie, ce « récepteur » est essentiel pour que le virus SARS-CoV-2 puisse infecter une cellule.
En février 2020, des souris transgéniques exprimant la forme humaine du récepteur ACE2 (enzyme de conversion de l'angiotensine 2, qui est à la fois le récepteur des SARS-CoV-1 et SARS-CoV-2) étaient réceptives au virus. Mais peu de données existaient sur la sensibilité d'animaux sauvages ou domestiques au SARS-CoV-2. On a ensuite montré que l'ACE2 murin ne se lie pas efficacement à la « protéine spyke » (S) des virus SARS-CoV-1 et SARS-CoV-2, ce qui empêche l'entrée du virus dans les cellules de souris (ce pourquoi une souris transgénique à ACE2 humain a été développée comme modèle animal in vivo pour étudier l'infection et la pathogenèse de ces deux virus,).

## Quels sont les animaux porteurs de l'ACE2? (cible du virus)
- Le 21 février 2020, des bio-informaticiens ont publié une première comparaison (entre elles) des séquences d'acides aminés de l'ACE2 (point d'attache du virus dans l'organisme), chez une vingtaine d'espèces animales.
Outre l'homme, ces espèces étaient :
- 5 primates : Gibbon, Singe vert, Macaque, Orang-outan et Chimpanzé ;
- 8 animaux domestiqués : Chat, Chien, Bovin, Mouton, Chèvre, Porc, Cheval et Poulet ;
- 5 animaux sauvages : Furet, Civette, Rhinolophe chinois, Souris et Rat.

Hormis chez le Poulet, l'ACE2 humain et celui des 17 autres espèces présentent de fortes similitudes de séquence génétique. 
Ceci suggère trois éléments épidémiologiquement importants (jusqu'à preuve du contraire) :
1. le SARS-CoV-2 serait — éventuellement — susceptible d'infecter 17 de ces espèces (et probablement d'autres) ; seul le Poulet, parmi toutes les espèces ici étudiées, semble ne pas pouvoir être infecté par le SARS-CoV-2 en raison d'un ACE2 probablement trop différent de ceux qui peuvent accrocher le virus[66] ;
2. ces 17 espèces ont le potentiel d'être « hôte intermédiaire » du virus et de le diffuser (plus ou moins bien selon la manière dont le virus est adapté à son hôte) ;
3. ces 17 espèces pourraient donc aussi servir de modèle animal pour la recherche d’antiviraux ou l'étude du virus[66]. 
Selon les auteurs qui ont dressé cette 1re liste d'animaux porteurs de l'ACE2 (la cible du virus dans notre organisme)[66], ces informations sont importantes pour la gestion des animaux dans le cadre du contrôle de la pandémie de Covid-19[2]. 
Si cette transmission inter-espèces se vérifie in vivo, tout contact étroit avec un animal malade ou asymptomatique doit être prudent, que l'animal soit domestique ou sauvage, qu'il soit élevé au domicile, en élevage agricole ou assimilé, en zoo ou dans la Nature[66].

- Le 11 mars 2020, l'ANSES, via son « groupe d’expertise collective d'urgence » rappelait que la présence du récepteur cellulaire ECE2 du virus SARS-CoV-2 indique une porte d’entrée possible dans les cellules, mais n'est pas « condition suffisante pour permettre l’infection de ces animaux[81]. En effet, le virus n’utilise pas seulement le récepteur mais aussi d'autres éléments de la cellule qui lui permettent de se répliquer » ; « Si le génome viral a été détecté dans les cavités nasales et orales d’un chien au contact d’un patient infecté à Hong Kong, la seule détection du génome viral (en très faible quantité par exemple) n’est pas une preuve suffisante pour conclure à une infection de l'animal[81]. Une contamination passive n’est pas à exclure, notamment du fait de la survie possible du virus sur une muqueuse humide sans nécessairement s’y répliquer »[81]. L'ANSES estime alors que la piste de la contamination féco-orale est à étudier[81]. Cet avis a été modifié le 14 avril[49].
- Le 3 mai 2020, une prépublication (de Yinghui Liu et al., mise en ligne avant relecture par des pairs indépendants)[82] a confirmé par divers exemples qu'un plus grand nombre d'espèces encore expriment l'ACE2 (dont chez des animaux domestiques, le bétail et chez des espèces fréquemment présentées en zoos ou aquariums publics), « avec une conservation particulièrement élevée chez les mammifères » précisent les auteurs. 
Au vu des acides aminés de l'ACE2 réputés « critiques pour l'entrée du virus, en fonction de la structure de l'interaction des protéines de pointe du SRAS-CoV avec l'ACE2 humaine, de Chauve-souris, de civette palmiste, de porc et du furet », les auteurs ont trouvé environ quatre-vingts protéines ACE2 de mammifères connues et pouvant - a priori - permettre l'entrée du SARS-CoV-2 dans la cellule. Sur la base de « tests fonctionnels », les auteurs montrent que 44 de ces enzymes ACE2 orthologues de mammifères peuvent effectivement se lier au virus, et permettre son entrée dans les cellules portant cet ACE2. D'autres études avaient peu auparavant conclu que l'ACE2 des singes du Nouveau Monde (Amériques) ne se liait pas au virus (à sa protéine de pointe) ce qui devrait protéger ces singes de la COVID-19. Cette nouvelle étude le confirme, à la fois sur des bases génétiques et via des analyses fonctionnelles. 
Si cette étude est confirmée par des pairs indépendants, le tropisme du virus vers les espèces sauvages pourrait être plus large qu'on le pensait précédemment, justifiant une veille vétérinaire et écoépidémiologique renforcée[82].
- En mai 2020, on a montré que les zones N82 de l'ACE2 forment un profil de contact encore plus étroit avec la « protéine S » du SARS-CoV-2, que la zone M82 de l'ACE2 humain. Ceci pourrait permettre d'affiner la liste des hôtes animaux chez lesquels le SARS-CoV-2 pourrait le mieux s'ancrer sur des cellules (ce qui ne préjuge pas de la réussite de l'infection, qui dépend ensuite de l'efficacité de l'immunité intracellulaire propre à l'espèce)[10]. 
Cette découverte pourrait aussi faire réorienter certaines stratégie pour concevoir un ACE2 optimisé pour l'infection par le SARS-CoV-2[10] ;
- le 7 juin 2020 une prépublication a porté sur les facteurs de risque d'infection d'animaux non-humains (animaux d'élevage, des animaux de compagnie et des mammifères aquatiques), en recherchant des marqueurs de leur sensibilité potentielle. Sur la base d'une analyse de séquence multi-espèces d'ACE2 d'animaux déjà connus comme étant affectés ou non-affectés par le virus, les auteurs ont identifié « un triple modèle d'acides aminés ACE2 ; aux positions 30, 31 et 34, qui pourrait être associé à une infection par le SRAS-CoV-2 »[83] et ils suggèrent que H34 pourrait être un indicateur de sensibilité au COVID-19[83].

## Modèle animal (pour recherche)
Il est encore nécessaire pour le développement et la recherche de médicaments et vaccin contre la Covid-19. Les laboratoires ont pour cela besoin d'animaux présentant les protéines-cibles (ACE2 principalement) du virus, et qui, une fois infectés, ont des symptômes comparables à ceux observés chez les patients atteints de COVID-19.
Problème : De légères variantes de structure biomoléculaire de l'ACE2 ou de son environnement font de cette protéine (située sur la surface de certaines cellules) une cible plus ou moins efficacement accrochées par le virus. 
Début mai 2020, les murins (souris, rats), le singe rhésus, le furet, le chien, le chat, le porc, le poulet et le canard ont été étudiés en tant que modèle animal potentiels pour le SARS-CoV-2.
| Espèce-candidate (comme modèle animal) | Avantages | Inconvénients |
| -------------------------------------- | --- | --- |
| Souris de laboratoire                  | reproduction très rapide de l'animal | à cause de son ACE2 trop différente du nôtre n'est pas naturellement réceptive au virus, mais on a créé souris génétiquement modifiése pour exprimer un ACE2 "humain" dans le but de la recherche médicale humaine |
| Singe rhésus                           | facilement infectés par ce virus | reproduction imparfaite des effets de la COVID-19 observés chez l'humain |
| Furet                                  | très facilement infectés par ce virus | reproduction imparfaite des effets de la COVID-19 observés chez l'humain |
| Chat                                   | facilement infectés par ce virus (contagion expérimentalement démontrée de chat à chat) | reproduction imparfaite des effets de la COVID-19 observés chez l'humain |
| Lapin                                  | facilement infectés par ce virus Reproduction rapide de l'animal ; son ACE2 fixe mieux le virus que celui des espèces ci-dessus pour le SARS-CoV-2 (et le SARS-CoV-1) bonne reproduction des effets de la COVID-19 | Le lapin est par ailleurs vulnérable au Coronavirus du lapin (RbCoV), source de « fièvre ; anorexie ; perte de poids ; Tachypnée ; inflammation de l'iris de l'œil (iridocyclite) ». Initialement signalé en 1961 en Scandinavie (où l'élevage du lapin est encore une spécialité) ce virus a été décrit en 1968 ; La virose peut se manifester sous deux formes pathologiques : systémique (épanchement pleural ou cardiomyopathie du lapin) ou entérique. |

La souris de laboratoire : via des cultures cellulaires in vitro, elles ont par exemple permis de tester dès 2012 des variants mutants de Coronavirus (recombinants du SARS-CoV-1) dépourvus de certains gènes spécifiques et/ou dépourvus du gène structurel E (rSARS-CoV-ΔE). Tous ces virus mutants sont montrés infectieux et ont produit des virions d'une morphologie proche du virus original dans plusieurs lignées cellulaires humaines et chez une souris transgénique (Tg). Ce résultat signifie que les protéines qui manquaient ne sont pas essentielle au cycle viral. Cependant, sans « protéine E » la charge virale excrétée par les souris et les cellules de culture a été très réduite (d'un facteur 100 environ dans les poumons des souris)… et sans prolifération dans le cerveau de ces souris (contrairement à ce qui se passait avec les autres variants, pourvus de la protéine E). Le « gène E » pourrait donc être un facteur de tropisme cellulaire et de virulence voire de pathogénicité ; et le virus atténués ΔE (privé de la protéine E) pourrait donc être un candidat vaccin.

## Veille éco-épidémiologique
Dans une approche Une seule santé, cette veille est du ressort de la communauté médicale et vétérinaire, mais aussi du monde de l'élevage et de la chasse. Elle est rendue nécessaire par un potentiel élevé d'évolution du virus et de recombinaison génomique de différents HCoV, mais aussi par les coûts humains, vétérinaires et économiques pouvant être générés par les épidémies ou pandémies de ce type. Cette veille devrait, si elle était conduite à large échelle et maintenue dans le temps, permettre de détecter précocement de possibles émergences de maladie, savoir quelles sont les espèces infectées par ce virus et d'autres coronavirus (via des enquêtes sérologiques sur les animaux domestiques et sauvages, par exemple, c'est-à-dire par une recherche d'anticorps), découvrir des souches différentes ou nouvelles de pathogènes ciblant une ou plusieurs espèces et/ou d'autres organes ou cellules (avec alors d'autres symptômes que les vétérinaires et médecins doivent apprendre à reconnaître).
Un exemple illustre cette possibilité : le premier coronavirus découvert (au début des années 1930) était réputé n'infecter que les voies respiratoires supérieures et les organes reproducteurs du poulet, mais on a ensuite constaté que certaines souches de ce même virus s'attaquaient aussi aux cellules du rein, en causant des néphrites). Puis divers sérotypes et types génétiques de ce virus ont été trouvés dans le monde entier (avec peu ou pas de protection croisée d'un sérotype à l'autre).
La communauté vétérinaire observe depuis 90 ans environ que des types nouveaux d'IBV continuent à émerger (via des mutations et des événements de recombinaison dans le génome du virus), rendant ce virus IBV toujours difficile à identifier et plus encore à contrôler, alors même que plusieurs vaccins ont été développés contre lui.
Une évaluation précise du risque écoépidémiologique impliqueraient cependant de tester de nombreux animaux, et au sein de plusieurs espèces. Ceci demande du temps et des moyens humains, technique et financiers adéquats, ainsi que des autorisations spéciales quand il s'agit de travailler sur des espèces protégées. Ceci n'a pas été une priorité en début de pandémie. De février à mai, dans le monde, seuls quelques animaux de rente, quelques animaux sauvages présents dans les zoos, quelques chiens et chats, ont été évalués pour leur vulnérabilité au virus. Ces études ont d'abord et surtout été faites par des chercheurs chinois (par des tests, et aussi via la modélisation de la protéine ACE2, cible du virus, chez diverses espèces pour lesquelles ces données figuraient déjà dans des bases de données disponibles). Ainsi 42 mammifères présents dans les provinces du Hubei et de Jiangxi (dans la nature, comme animal mangé, médicinal, de compagnie ou de rente ou de zoo) ont été étudiées de ce point de vue, :
| Nom scientifique           | Nom commun                                                                                        | ACE2 compatible avec le virus (à confirmer in vivo) | Remarques |
| -------------------------- | ------------------------------------------------------------------------------------------------- | --------------------------------------------------- | --- |
| Rhinopithecus roxellana    | Rhinopithèque de Roxellane                                                                        | oui                                                 | Primate (rhinopithèque de la famille des Cercopithecidae (Chine, Tibet, Vietnam, Birmanie). |
| Macaca mulatta             | Macaque rhésus, Singe rhésus ou Bandar,                                                           | oui                                                 | déjà utilisé comme modèle animal, le SARS-CoV-2 provoque chez lui une maladie respiratoire imitant la maladie modérée souvent observée chez l'humain ; longue de 8 à 16 jours, avec des infiltrats pulmonaires tyiques, des charges virales oropharyngiennes élevées, de même que dans les lavages bronchoalvéolaires ; Remarque : chez un sujet, une excrétion virale rectale prolongée a été montrée. Ceci en fait un bon modèle animal pour étudier la pathogenèse de la COVID-19, et tester certaines contre-mesures médicales ; |
| Mustela erminea            | Hermine                                                                                           | oui                                                 | Petit carnivore, de la famille des mustélidés |
| Camelus dromedarius        | Dromadaire                                                                                        | non                                                 | Espèce réservoir du MERS-CoV et abritant plusieurs autres coronavirus ; le MERS-CoV infecte probablement les dromadaires depuis des décennies. Ce virus semble bien adapté à cette espèce qui ne développe que des symptômes bénins quand elle est infectée ; le dromadaire serait ainsi déjà passé du statut d'« hôte intermédiaire » à celui d'« hôte réservoir », stable et naturel. Le taux de mutation du MERS-CoV semble relativement faible dans le dromadaire, et si la transmission du virus à l'Homme est dangereuse, elle n'est que sporadique et accidentelle ; les humains restent un hôte sans issue du MERS-CoV car sa transmission ne peut pas être maintenue.                                                   |
| Odocoileus virginianus     | Cerf de Virginie                                                                                  | oui                                                 | Des cas avérés de transmission du cerf à l'Homme ont été démontrés au Canada. |
| Procyon lotor              | Raton laveur commun                                                                               | non                                                 | |
| Paguma larvata             | Civette palmiste à masque1 ou Pagume ou Civette masquée                                           | oui                                                 | Petit carnivore de Chine du Sud |
| Rhinolophus macrotis       | Rhinolophe à grandes oreilles                                                                     | oui                                                 | |
| Rhinolophus ferrumequinum  | Grand rhinolophe, ou Grand rhinolophe fer à cheval, Grand fer à cheval ou Grand rhinolophe obscur | non                                                 | |
| Rhinolophus sinicus        | Chauve-souris rousse chinoise en fer à cheval                                                     | oui                                                 | Une prépublication (version 1) cite cette espèce comme hôte naturel du SARS-CoV-2, et qui pourrait éventuellement avoir directement infecté l'Humain sans avoir besoin d'un hôte intermédiaire ; cette étude (non encore validée par des pairs) cite aussi des espèces intermédiaires possibles. |
| Rousettus leschenaultii    | Roussette de Leschenault (grand chiroptère frugivore)                                             | oui                                                 | assez facilement infectée par inoculat nasal ((50 % d'animaux infectés), avec transmission inter-individu facile ; les caractéristiques de l'infection font penser que l'espèce peut être l'une des espèces-réservoir (ou mimer, refléter les caractères d'une espèce réservoir, ou jouer un rôle anthropozoonotique), sans toutefois être le réservoir à l'origine de la pandémie (car absente de Chine). Ces caractéristiques en font néanmoins une espèce-modèle utile. Durant la pandémie, tout contact non-protégé avec ces chauves-souris ou leur habitat (dont lors des programmes de recherche ou les analyses écologiques) devrait être évité.                                                                          |
| Sus scrofa                 | Sanglier                                                                                          | oui                                                 | oui, d'après son récepteur ACE2, mais à confirmer dans la nature, car le porc (espèce génétiquement très proche) ne semble pas vulnérable au virus. |
| Mustela putorius furo      | Furet                                                                                             | oui                                                 | Cet animal très facile à infecter expérimentalement est le 3e animal de compagnie le plus répandu en Amérique du Nord au début des années 2000, en Europe, et au Japon, derrière le chien et le chat. En 2020, il y en aurait environ 500 000 comme animaux de compagnie en France ; il doit en Europe posséder un passeport européen pour voyager et alors être vacciné contre la rage et identifié. Depuis le 4 juillet 2011, cette identification se fait obligatoirement à l'aide d'une puce électronique (RFID) implantée sous la peau du furet, dans la partie gauche du cou de l'animal. |
| Rattus norvegicus          | Rat brun ou surmulot                                                                              | non                                                 | Originaire de Chine, introduit dans une grande partie du monde, animal de compagnie, et origine du rat de laboratoire |
| Mus musculus               | Souris grise, Souris commune, Souris domestique                                                   | non                                                 | Espèce commensale de l'Homme ; ubiquiste et à l'origine de la souris de laboratoire |
| Canis lupus familiaris     | Chien                                                                                             | oui                                                 | Animal de compagnie, consommé en chine, génétiquement proche du Loup gris et très proche du Dingo |
| Felis catus                | Chat                                                                                              | oui                                                 | Animal de compagnie. La viande de chat est consommée en Asie, et localement en Europe où par exemple environ 7 000 chats seraient consommés dans les régions du nord de l'Italie bien que théoriquement interdite en Europe. Un premier cas de transmission certaine d'un chat de compagnie à l'Homme a été détecté en Thaïlande, deux ans après que ce risque ait été jugé possible, et l'on sait aussi que la transmission de chat à chat se fait facilement. Les chats infectés semblent rares et ne libèrent que peu de virus et durant quelques jours seulement selon Leo Poon, virologue à l'Université de Hong Kong. |
| Manis javanica             | Pangolin javanais ou Pangolin malais                                                              | oui                                                 | Animal très braconné, faisant l'objet d'un trafic intense en Chine, soupçonné d'avoir été l'espèce au sein de laquelle de virus de la COVID-19 s'est humanisé. Les Pangolins sauvages portent deux lignées de coronavirus phylogénétiquement proches du SARS-CoV-2 (PCoV-GX et PCoV-GD). |
| Rhinolophus pearsonii      | Rhinolophe de Pearson                                                                             | oui                                                 | |
| Phyllostomus discolor      | Phyllostome coloré                                                                                | oui                                                 | |
| Pteropus vampyrus          | Roussette de Malaisie, ou Kalong de Malaisie, Roussette de Malaisie ou Grand Renard volant        | oui                                                 | Ses colonies peuvent compter des milliers d'individus, essentiellement dans le Sud-Est asiatique |
| Pongo abelii               | Orang-outan de Sumatra                                                                            | oui                                                 | |
| Equus caballus             | Cheval                                                                                            | oui                                                 | |
| Bos taurus                 | Zébu, Vache, Bœuf, Taureau, Génisse/Taure, Taurillon, Vachette, Veau                              | oui                                                 | Groupe d'animaux proches de l'Homme et faisant l'objet d'un important commerce international |
| Pan troglodytes            | Chimpanzé commun, Chimpanzé                                                                       | oui                                                 | Espèce génétiquement très proche de l'Homme |
| Ornithorhynchus anatinus   | L'ornithorynque                                                                                   | non                                                 | |
| Ovis aries                 | Mouton                                                                                            | oui                                                 | Animal faisant l'objet d'un important commerce (local et international) |
| Papio anubis               | Babouin olive                                                                                     | oui                                                 | Singe de la famille des cercopithecidae. Le plus répandu de tous les babouins, présents dans 25 pays africains dans une grande variété d'habitats (savanes, steppes et forêts). C'est aussi un animal de laboratoire. |
| Loxodonta africana         | Éléphant de savane d'Afrique                                                                      | non                                                 | |
| Sus scrofa domesticus      | Cochon domestique                                                                                 | oui ?                                               | Animal faisant l'objet d'un important commerce (local à international). Remarque : des études théoriques (basées sur la forme de l'ACE2 du porc concluent à sa vulnérabilité au SARS-CoV-2) mais une infection expérimentale de porcs par inoculation de SARS-CoV-2, selon Shi et al. (8 avril 2020) a conclu que le porc était impossible à infecter (par l'inoculat utilisé), de même qu'une autre étude publiée en juillet 2020 dans The Lancet, bien qu'une pré-publication (étude en attente de validation par des pairs), puis une autre étude (avril 2020) aient conclu, elles, que le porc (comme la souris) est vulnérable et pourrait être un futur hôte intermédiaire et « réservoirs probables pour le SRAS-CoV-2 ». |
| Erinaceus europaeus        | Hérisson                                                                                          | non                                                 | |
| Oryctolagus cuniculus      | Lapin de garenne, Lapin commun                                                                    | oui                                                 | Animal cæcotrophe, et faisant l'objet d'un important commerce pour sa viande, sa fourrure, son poil (angora) |
| Nyctereutes procyonoides   | chien viverrin                                                                                    | non                                                 | |
| Vulpes vulpes              | Renard                                                                                            | oui                                                 | Espèce chassée, piégée dans divers pays, ou élevée pour sa fourrure |
| Phodopus campbelli         | Hamster de Campbell                                                                               | oui                                                 | NAC (nouveaux animaux de compagnie) |
| Mesocricetus auratus       | Hamster doré (ou Hamster de Syrie)                                                                | oui                                                 | animal de compagnie et de laboratoire, notamment utilisé pour étudier la COVID-19 |
| Callithrix jacchus         | Ouistiti commun, Ouistiti à toupets blancs                                                        | oui                                                 | Remarque : les singes sud-Américains, sont estimés non-sensible au virus par d'autres études |
| Suricata suricatta         | Suricate                                                                                          | non                                                 | |
| Heterocephalus glaber      | Rat-taupe nu ou Rat-taupe glabre                                                                  | oui                                                 | Cæcotrophe, |
| Nannospalax galili         | Rat-taupe aveugle des montagnes de Haute Galilée (du groupe des rats-taupes méditerranéens        | oui                                                 | Cæcotrophe, |
| Dipodomys ordii            | Rat-kangourou d'Ord                                                                               | non                                                 | |
| Ictidomys tridecemlineatus | Spermophile rayé                                                                                  | oui                                                 | Occupe une grande partie du centre de l'Amérique du Nord |
| Cavia porcellus            | Cochon d'Inde, Cobaye domestique, Cobaye                                                          | non                                                 | Animal domestique et de laboratoire |
| Cricetulus griseus         | Hamster de Chine                                                                                  | oui                                                 | Nouvel animal de compagnie, et animal de laboratoire |
| Catharus ustulatus         | Grive à dos olive ou Grivette à dos olive                                                         | oui                                                 | Premier cas ACE2-compatible signalé chez les oiseaux (grande migratrice entre Amérique du Nord et ouest de l'Amérique du Sud) |

Parmi cette quarantaine d'espèces, seraient donc "hors de cause" ou insensible au virus : le dromadaire, le Raton laveur, le Rhinolophe R. ferrumequinum (l'une des espèces de Chauves-souris initialement suspectée), le Rat brun (ou surmulot), la souris (à confirmer), l'Ornithorhynque, l'éléphant d'Afrique, le hérisson, le chien viverrin, le Suricate, le Rat-kangourou d'Ord, et le Cobaye (Cochon d'Inde) et probablement le porc et le sanglier.
Le tableau ci-dessus ne donne que quelques indications et « coups de sondes », et sa liste est loin d'être limitative (la liste des mammifères en Chine comporte à elle-seule 495 espèces dont il existe de nombreuses sous-espèces ou races domestiquées). D'autres études ont commencé à la vérifier et à la compléter, ou à l'élargir à d'autres zones géographiques (par exemple en Afrique, la Hyène tachetée (Crocuta crocuta) semble aussi vulnérable au virus (prépublication pas encore validée par des pairs en mai 2020).
Les données et indices disponibles en mai 2020, sont résumés ci-dessous ;

## Le cas des primates non humains
Parce qu'ils sont proches de l'humain, et parfois utilisés comme modèle animal, dont pour tester des vaccins et médicaments, les primates non humains (PNH) ont fait l'objet d'une attention particulière de la part des virologues.
- Une étude (prépublication) a porté sur trois espèces au sein de deux familles : deux espèces de l'ancien monde (Macaca mulatta et Macaca fascicularis) et une espèces du Nouveau Monde (Callithrix jacchus)[108]. Des sujets ont été expérimentalement inoculés avec des virus SARS-CoV-2 pour étudier leurs symptômes, virémie et degré d'excrétion virale.
M. mulatta et M. fascicularis ont réagi par de la fièvre et leur radiographie thoracique a montré des pneumonies, alors que C. jacchus restait asymptomatique. Cependant des génomes viraux ont ensuite été détectés dans des échantillons nasopharyngés (écouvillonnages) ainsi que dans le sang des 3 espèces de singes, avec une excrétion respiratoire de virus maximale entre le 6e et le 8e jour après l'inoculation. Le virus a surtout été retrouvé dans les poumons, l'œsophage, les bronches et la rate de M. mulatta et M. fascicularis, mais pas de C. jacchus[108]. Une réponse cytokinique plus importante a été observée chez M. mulatta que chez M. fascicularis mais des lésions histologiques et macroscopiques graves ont été constatées dans le système pulmonaire et dans le système lymphatique secondaire surtout) chez M. mulatta et M. fascicularis. Selon les auteurs ces trois animaux présentent un intérêt comme modèle animal, avec une sensibilité à l'infection par le SRAS-CoV2 hiérarchisée comme suit M. mulatta> M. fascicularis> C. jacchus[108].

## Quels sont les animaux qui sont réellement infectés par le virus?
Fin avril 2020, on sait que comme pour le SRAS et le MERS, les Chauves-souris sont un réservoir zoonotique naturel de nombreux coronavirus et notamment du SARS-CoV-2 ou de son ancêtre proche (le principal réservoir très probablement) mais on ignore toujours quelle est la gamme d'hôtes du SARS-CoV-2 (et d'hôtes intermédiaires pouvant encore faciliter d'autres sauts d'espèce vers l'Homme).
Le laboratoire de recherche vétérinaire de Harbin (Chine) a pré-publié (31 mars sur bioRxiv), quelques premières données issues d'inoculations nasales expérimentales chez quelques animaux proches de l'Homme. Ces données laissent penser que :
- le Sars-CoV-2 se réplique mal chez les jeunes chiens (Beagles âgés de 3 mois dans ce cas) ;
- il ne se réplique pas du tout chez le porc (bien que ce dernier soit couramment atteint par quatre autres coronavirus, porcins, appartenant au genre Alphacoronavirus ou Deltacoronavirus)[49].
- Il ne se réplique pas chez la poule ni chez le canard (les oiseaux étant majoritairement infectés par des Gammacoronavirus) ;
- il se réplique par contre très efficacement chez le chat ; et d'autre part les chats peuvent facilement se contaminer l'un l'autre (par des gouttelettes ou aérosols respiratoires)[2].
- il se réplique également très efficacement chez le furet[2].

La virologie manque encore d'outils rapides et efficaces pour découvrir dans l'environnement de nouveaux virus, et également pour identifier leurs hôtes (selon trois membres de l'académie des sciences chinoises, la méthode dite d'analyse par le biais d'usage du code n'est pas optimale).

### Mustélidés

#### Furets

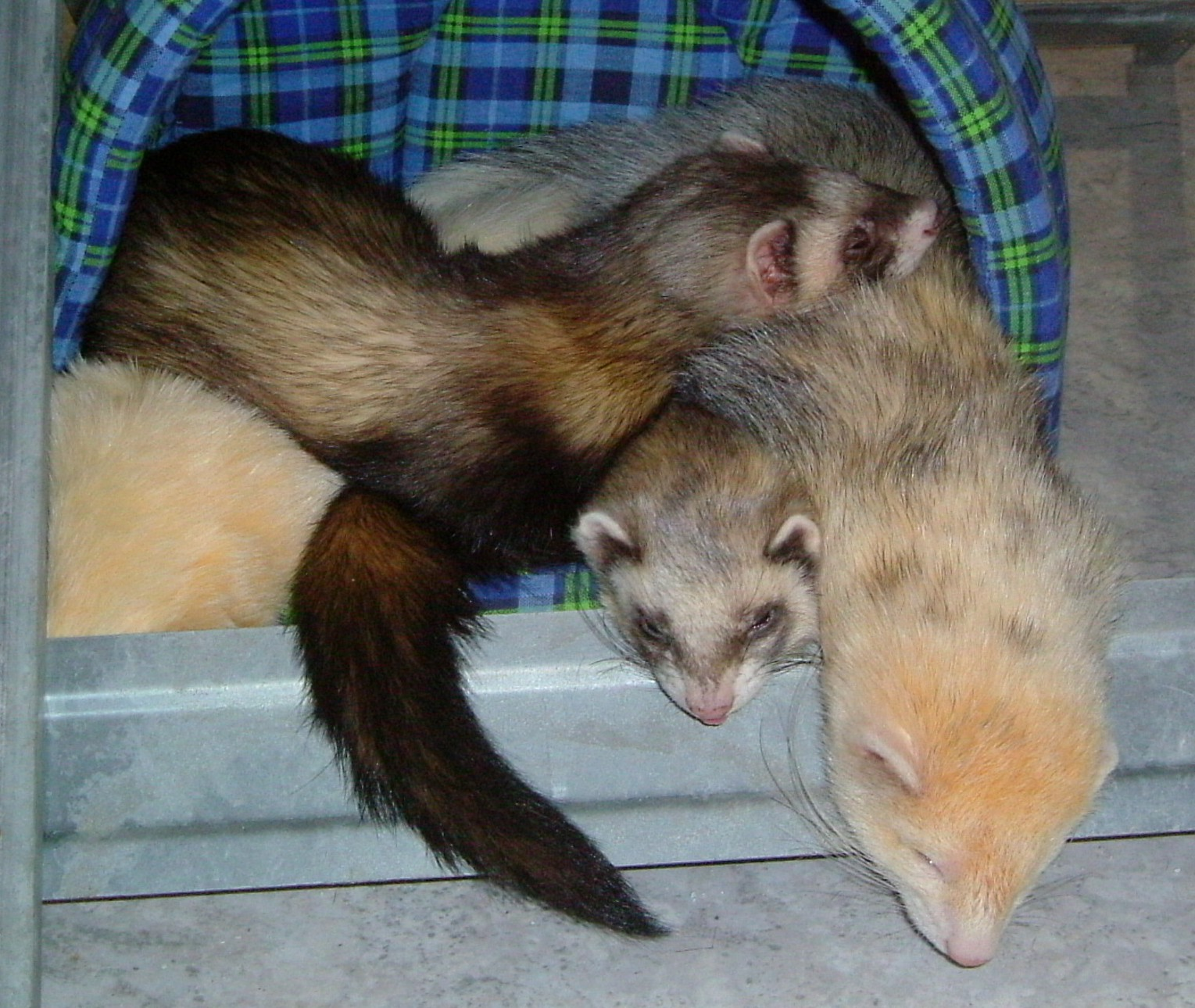
Comme nouveaux animaux de compagnie (NACs) les furets font partie des animaux potentiellement porteurs de CoV et proches de l'Homme.

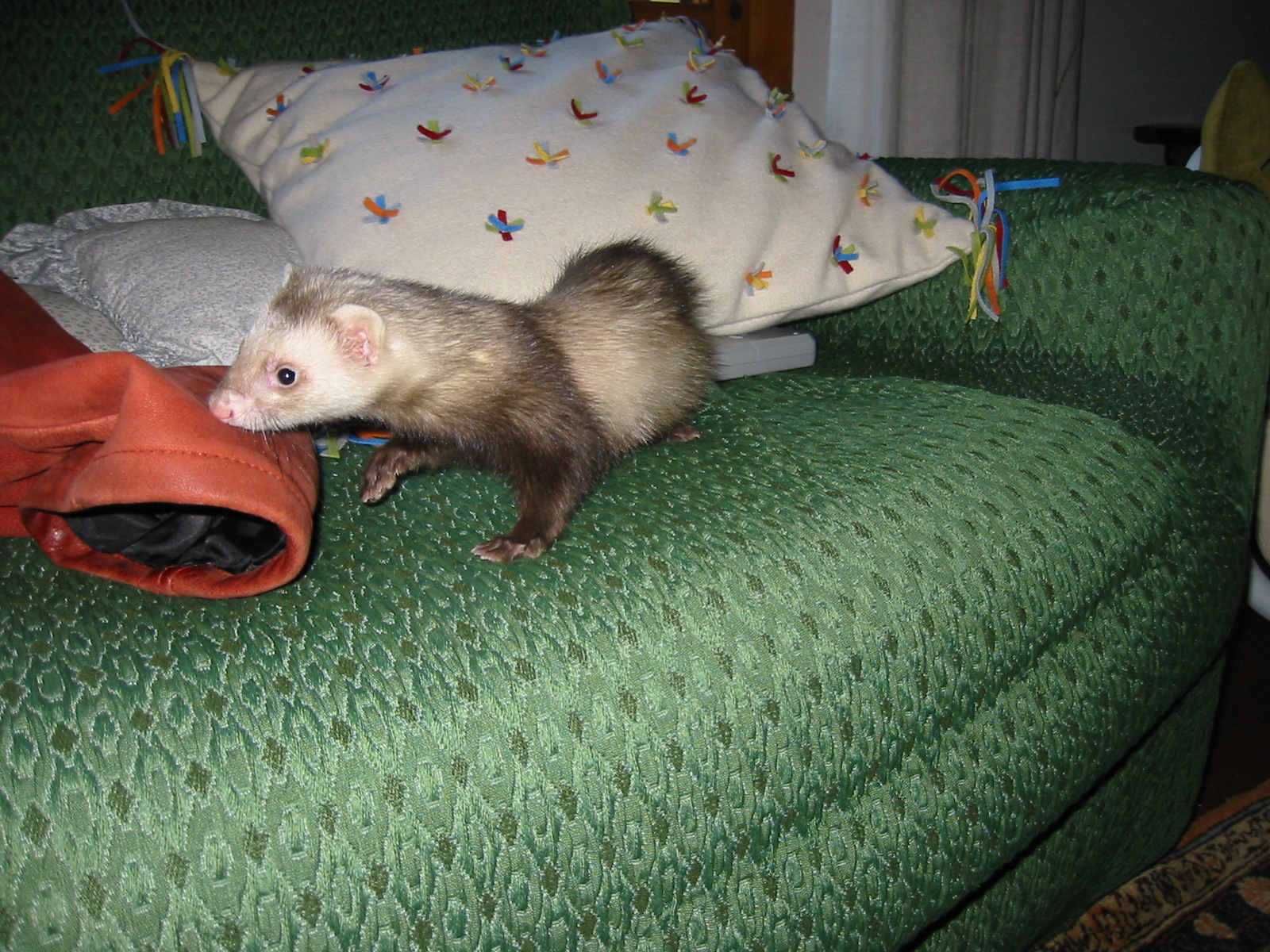
En 2020, il y aurait environ 500000 « furets domestiques » en France; selon l'OIE, Les études sur les épreuves virulentes chez l’animal montrent que les furets sont également sensibles à l’infection, ce qui est important car ce sont des animaux de compagnie.

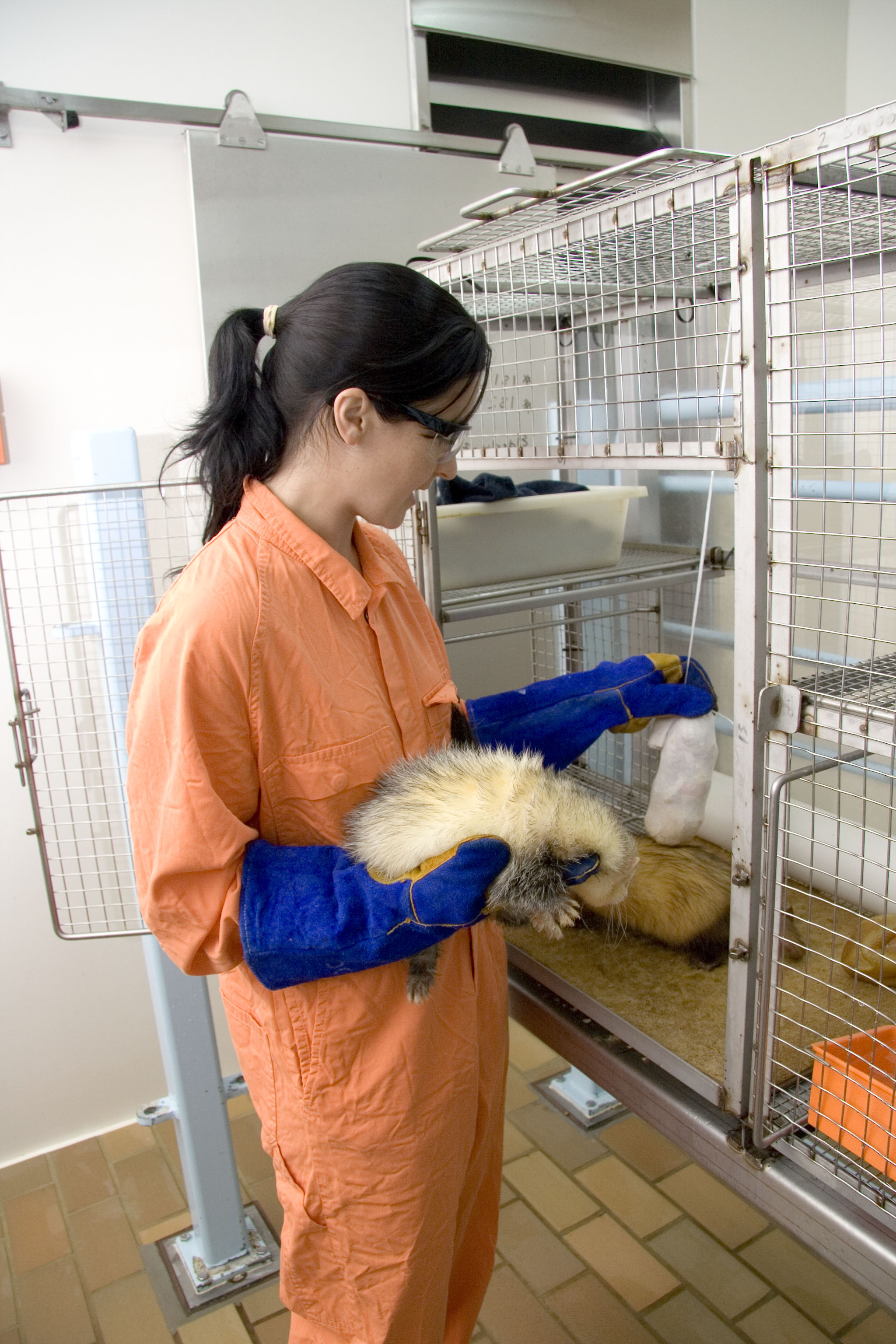
Le Furet est aussi un animal de laboratoire, notamment utilisé pour l'étude de Coronavirus (ou de vaccins), en raison de sa sensibilité à ce type de virus notait déjà l'OIE en avril 2020

- Furets : il est très utilisé comme modèle animal pour la grippe, pour d'autres coronavirus. Il est utilisé pour prototyper des vaccins contre le Sars-CoV-2. 
Une expérience chinoise a inoculé des furets par deux souches du coronavirus; l'une isolée sur un malade humain et l'autre prélevée sur le marché humide de Wuhan. Les furets sont tombés malades, certains devenant fiévreux et perdant l'appétit (10-12 jours après l'inoculation). L'un d'entre eux est mort et d'autres ont développé la maladie de manière asymptomatique[2]. Le virus s'y réplique au moins dans les voies respiratoires supérieures, durant huit jours, sans forme sévère ni généralement mortelle[2]. Curieusement, alors que les virus grippaux et d'autres coronavirus antérieurs (SRAS humain) se répliquent à la fois dans les voies respiratoires supérieures et inférieures du furet[2],[111],[112],[113],[114], dans le cas du nouveau SARS-CoV-2, la partie basse des poumons était tout à fait épargnée (aucun virus détecté dans les lobes pulmonaires, même après une inoculation intratrachéale). Le virus se reproduisait bien dans une partie de la sphère ORL (notamment les amygdales)[2].
Des études antérieures laissent penser que l'enzyme de conversion de l'angiotensine 2 (ACE2) est la cible du virus, qui l'utilise pour pénétrer les cellules[115],[116]), or chez le furet l'ACE2 est surtout exprimée dans les pneumocytes de type II et sur les cellules épithéliales séreuses des glandes sous-muqueuses trachéo-bronchiques[117] ; on ne comprend donc pas encore ce qui protège les voies respiratoires inférieures du furet de l'infection. Le furet n'est donc pas un modèle animal parfait pour l'homme, mais l'infection aisée de ses voies respiratoires supérieures en fait un modèle animal possible pour tester divers antiviraux et candidats-vaccins contre la COVID-19.

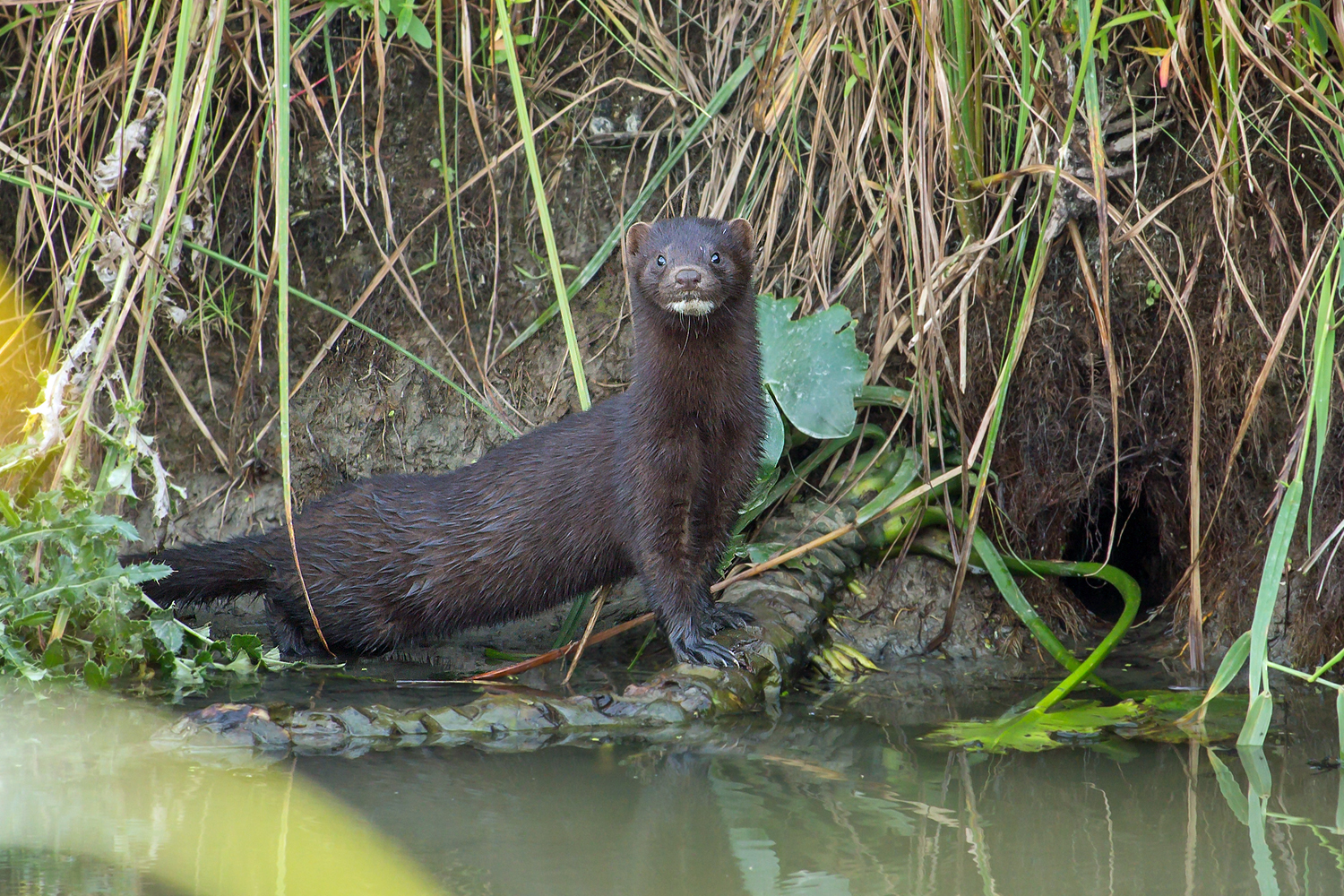
Le vison américain (animal semi-aquatique, introduit et naturalisé en Europe à la suite de son élevage pour sa fourrure) se montre extrêmement sensible au SARS-CoV-2 (surtout les femelles parturientes) ; plusieurs élevages néerlandais ont été infectés en 2020 ; et la transmission du virus, dans les élevages, se fait très efficacement d'une cage à l'autre,,

#### Visons
L'espèce la plus concernée est le Vison d'Amérique : dès le 25 janvier 2020 (ainsi que d'autres mustélidés), il est soupçonné (prépublication) d'être particulièrement vulnérable au virus.
Dix mois plus tard, des élevages de visons l'ont déclaré dans six pays (Danemark, les Pays-Bas, l’Espagne, la Suède, l’Italie, les États-Unis).
Le 5 novembre 2020, un rapport préliminaire de l'Institut danois du sérum signale une souche de SRAS-CoV-2 mutée passée du vison à 12 humains. Cette souche s'est montrée in vitro moins sensible aux anticorps de personnes précédemment infectées. Si elle se propage elle sera moins bien contrôlée par les vaccins en préparation (et par les immunothérapies). Le gouvernement danois a ainsi préventivement abattu 15 millions de visons.

##### Aux Pays-Bas
Ce pays abrite environ 160 fermes à visons.
Le 26 avril 2020, deux élevages (distants de près de 15 km, dans le nord-Brabant, au sud du pays) y sont signalés contaminés à l'OIE ; situés à Milheeze et à Beek en Donk (avec 7 500 visons adultes avant la reproduction). Les visons y manifestaient des troubles respiratoires (écoulement nasal, pneumonies) et une mortalité accrue). Fin avril 2,5 % des visons sont morts dans le 1er élevage et un peu plus de 1 % dans le second, sans observations de clusters (les animaux morts sont dispersés dans l'élevages dans les deux cas) ; les autopsies révèlent une pneumonie interstitielle diffuse et sévère et une présence d'’ARN de SARS-CoV-2 dans les cornets nasaux, les poumons, la gorge et le rectum, avec une charge virale oropharyngée élevée. Des anticorps anti-SARS-CoV-2 sont trouvés dans 60 échantillons de sang de visons des deux fermes.
Dans les deux cas, des employés avaient présenté des symptômes de COVID-19, et dans le second cas le propriétaire a déclaré un syndrome grippal. Pour le ministère de l'agriculture, « la contamination de l'Homme à l'Animal est possible ». Mais son impact sur la santé humaine est actuellement « négligeable ». Près des élevages les routes ont été fermées, et le déplacement des animaux et de leur fumier interdits. Un examen clinique, pathologique et virologique et un séquençage des isolats de virus échantillonnés sont lancés dans ces fermes, et un examen sérologique des visons y est programmé (3 fois en 6 semaines).
L'air et la poussière sont testés à proximité "par précaution" (mais selon un protocole d'échantillonnage non publié), et le ministère recommande de ne pas faire de vélo dans un rayon de 400 mètres, au moins jusqu'à ce que les échantillons aient été analysés,.
- L'ONG anglaise PETA suggère d'avancer l'interdiction des fermes à fourrure de visons (initialement prévue pour 2024 aux Pays-Bas)[126]. L'enquête montre que ces deux élevages abritaient le virus depuis « plusieurs semaines », avec des sources différentes pour les deux élevages[119]. « cliniquement, les foyer ont duré environ quatre semaines, mais certains visons étaient encore positifs à la réaction en chaîne par polymérase pour le SRAS-CoV-2 dans des prélèvements oropharyngés faits après la disparition des signes cliniques », ce qui en fait des porteurs asymptomatiques[127].
- Le 7 mai 2020, deux autres élevages sont déclarés contaminés, l'un à De Mortel (commune de Gemert-Bakel, avec le même propriétaire que celui de Milheeze), l'autre à Deurne. Dans les quatre cas, le virus semblait provenir d'un humain.

Pour le Danois Sören Alexandersen qui dirige en Australie le « Centre d'étude des maladies infectieuses émergentes » de Geelong à l'Université Deakin, « l'évolution de la situation devient très préoccupante avec désormais quatre grandes exploitations de visons affectées aux Pays-Bas (…) il serait très surprenant que d'autres élevages de visons dans les grands pays producteurs de visons, comme l'Europe du Nord, l'Amérique du Nord et la Chine, ne soient pas aussi touchés. Les gens doivent être informés que les visons sont gardés dans de vastes élevages et que la transmission de ces infections s'y fait très efficacement d'une cage à l'autre » ; Il semble que les femelles prégnantes soient les plus vulnérables ; pour rappel, la visionne met bas une fois par an, environ 5 petits, fin avril-début mai, c'est donc en mai que les éleveurs doivent gérer le plus grand nombre d'animaux. Comme ces visons ont probablement été initialement infecté par des humains, puis, probablement, via une contagion importante, de vison à vison ; on pourrait penser que le risque de retransmission du virus, du vison à des humains, puisse être significatif. Alexandersen ajoute « ayant travaillé avec le vison sur d'autres infections, je trouve qu'il s'agit d'une information très troublante et d'un risque potentiellement grave ».
Ceci est d'autant plus préoccupant qu'une maladie immunosuppressive est très fréquente dans les élevages de visons, en Chine notamment : DMLA (maladie aléoutienne du vison). C'est la première des trois maladies les plus communément observées et traitées par les vétérinaires dans les élevages de mustélidés producteurs de fourrure (et pour le vison en particulier, dans le monde entier), maladie qui semble ces dernière décennies aussi s'être répandu à partir d'élevages vers le milieu naturel.
Dans les deux premiers élevages néerlandais les cages étaient individuelles, sans contacts vison-vison, mais disposées dans de grands hangars ouverts sur les côtés.
L'ARN viral n'a pas été trouvé dans l'air extérieur. Mais la poussière des deux fermes (échantillonnée trois fois entre le 28 avril et le 16 mai 2020) en contenait parfois, dans les bâtiments et l'exploitation, sans que l'on sache dans quelle mesure ces poussières sont contaminantes. Le 8 mai 2020, la première ministre Carola Schouten propose des recommandations à la Chambre des représentants. De son côté le RIVM (Institut national de la santé publique et de l'environnement) crée un périmètre de sécurité de 400 m autour des quatre exploitations, tout en estimant mi-mai que (dans ces conditions, et dans l'attente d'analyses d'autres d'échantillons d'air et de poussière) « sur la base des connaissances actuelles sur COVID-19, les élevages de visons ne présentent pas de risque de contamination ultérieure d'humains ».
Quelques élevages de lapin (espèce que l'Université Erasmus de Rotterdam a montré être également sensibles au SRAS-CoV-2) ont aussi été dépistés.
Le 26 mai 2020, exactement un mois après avoir qualifié le risque de passage du vison à l'homme comme « négligeable », la 1er ministre Schouten, aussi chargée de l'agriculture et de la Nature) a confirmé que « Très récemment, un deuxième cas est apparu dans l'un des élevages de visons infectés. Le plus probable est que le SARS-CoV-2 (Covid-19) ait été transmis du vison à l'homme ». Selon Wim van der Poel (virologue cité par RTL Nieuws) le virus est dans le dernier cas passé du vison l'homme (« Un employé a eu des symptômes, puis un test positif. Ensuite, nous avons examiné le code génétique du virus chez cette personne. Et sur la base de ce que nous nous savons, à travers ce code génétique, nous pouvons dire que le virus est venu d'un vison », pas avec 100 % de certitude, mais avec un faible risque de se tromper a-t-il précisé). (sur les 160 fermes à visons du territoire)
Début juin 2020, à Deurne deux employés infecté par le coronavirus SARS-CoV-2 à partir des visons : c'est le premier cas européen documenté de transmission animal↔humain de la covid-19. Les autorités néerlandaises ont, malgré l'action de certaines sociétés de protection animale estimant qu'il ne s'agissait que d'une suspicion, ordonné l'abattage des 10 000 visons des élevages du pays. La phylogénétique des génomes de SARS-CoV-2 de visons a montré 5 clusters (A à E) néerlandais, mais pas de large « propagation » de SARS-CoV-2 du vison dans la population néerlandaise.
Le 11 juin, Eurosurveillance confirme que dans ces élevages, « la poussière inhalable contenait de l'ARN viral, indiquant une exposition possible des travailleurs »
Et un autre problème écoépidémiologique est identifié : 24 chats errants ont été repérés autour des élevages ; leur sang et leur mucus oropharyngé contenaient des anticorps anti-SARS-CoV-2. De l'ARN viral a été détecté un de ces chats, mais en quantité trop faible pour être séquencé.

##### En Irlande
Ce pays dispose de trois grands élevages industriels détenant environ 100 000 visons au total à l'automne 2020. Comme en France, aucun cas de SARS-CoV-2 n'y a été détecté, mais dans une approche One Health et de précaution, l'abattage de tous les visons d'élevage du pays a été annoncé, car selon le ministère de la Santé « la poursuite de l'élevage de visons représente un risque continu d'émergence de variantes supplémentaires » du virus, éventuellement plus pathogène ou plus transmissible à l'homme ou à d'autres animaux.

##### En Espagne
À la Puebla de Valverde — signifiant le village du val vert — situé en Aragon, 92 700 visons ont été abattus en raison de la positivité de 90 % d'entre eux au test du covid.
Selon l'OIE : « Bien que la transmission zoonotique ne puisse être exclue, l'impact sur la santé humaine est estimé négligeable dans cette phase de l'épidémie, car une transmission interhumaine efficace est le moteur de l'épidémie ».

##### En Chine
Au 26 mai, la Chine, bien que premier éleveur mondial de vison, n'a signalé aucun cas de COVID-19 chez les visons.
S. Alexandersen s'en étonne : « ayant travaillé avec le vison sur d'autres infections, je trouve qu'il s'agit d'une information très troublante et d'un risque potentiellement grave »

##### AuDanemark
Il y a dans ce pays plusieurs dizaines de fois plus de visons d'élevage qu'aux Pays-Bas.
Le 4 septembre 2020, le Statens Serum Institut (SSI) de Copenhague informe l'Administration vétérinaire et alimentaire du pays que deux mutants du coronavirus sont en plein essor dans les élevages danois, élevages étant un milieu idéal de contagion inter-visons.
Le 1er octobre, Mogens Jensen, ministre chargé de l'Alimentation est personnellement informé du danger sanitaire.
Le 16 septembre, le SSI et l'Université de Copenhague (UC) ré-alertent conjointement, l'Administration vétérinaire et alimentaire danoise, ajoutant que le plus récent des deux mutants est maintenant retrouvé chez l'humain et chez le vison, dans au moins six des élevages danois. 
En octobre, le Pr Hans Jørn Kolmos (microbiologiste à l'Université du Danemark du Sud) estime que les autorités ont réagi bien trop lentement au vu des informations disponibles.
Le 18 septembre, un rapport du SSI et de l'UC considère que le nombre croissant de mutations de la protéine de pointe, associée à la propagation à l'homme au Danemark, est une « menace nationale et internationale » pour la santé publique, et pour les effets attendus d'un vaccin. Dans le contexte danois de spécialisation de nombreux éleveurs dans l'élevage du vison, le ministre de l'Alimentation, de l'Agriculture et de la Pêche Mogens Jensen ne répond pas à certaines demandes d'interview.
Le 3 novembre 2020, la Première Ministre danoise, Mette Frederiksen, confirme que dans 5 élevages de visons du nord du Jutland, un virus muté de la Covid-19 a été transmis à 12 personnes (dites cluster 5 ») ; 4 des patients avaient été au contact des visons dans 3 élevages. Ce virus présente 4 mutations du gène codant la protéine S : une délétion (perte de 2 acides aminés) H69del/V70del, et 3 mutations par changement d’acide aminé : Y453F, I692V, M1229I). Deux, puis sept mutations du gène codant la protéine Spike1 du Sars-CoV-2 sont détectées en novembre 2020 chez les visons danois et certains humains, non surprenantes car les virus à ARN mute beaucoup, mais inquiétantes car la plasticité de dette protéine est un avantage sélectif pour le franchissement de la barrière des espèces,. Début novembre, le virus muté a priori apparu chez le vison d'élevage a déjà été transmis à 214 personnes (dont 12 avec un variant unique présentant selon l'OMS « une combinaison de mutations ou de changements génétiques qui n’ont pas été observés auparavant » observée chez des patients de 7 à 79 ans dont 8 seulement en lien direct avec l’élevage de visons, et 4 vivant à proximité), menaçant potentiellement l'efficacité d'un futur vaccin, car les anticorps humains se sont montrés moins efficaces à leur égard,. Le Gouvernement danois ordonne donc l'abattage de plus de 17 millions de visons en cages élevés sur son territoire. Cette décision est motivée par le fait que dans les élevages aviaires industriels, le coronavirus de la bronchite infectieuse aviaire, trop contagieux, n'a jamais pu être correctement bloqué par les mesures de biosécurité classique ; seul le vaccin régulièrement mis à jour, et utilisé dans le monde entier, semble être efficace. 
 Des questions de dédommagement des éleveurs font débat politique, certains appelant un modèle de dédommagement basé sur le prix moyen des peaux lors des 10 ans écoulés, mais aussi sur es bénéfices attendus de plusieurs années dans le futur, sachant que de 2009 à 2019, les exportations de fourrure de visons (vers la Chine essentiellement) auraient rapporté de 5 à 13 milliards de couronnes mais qu'il était aussi question d'interdire ces élevages. Un autre risque est qu'un SARS-CoV-2 adapté au vison puisse franchir la barrière d’espèce et infecter une autre espèce animale (sauvage et/ou d'élevage).
Un juriste danois argue que le Gouvernement ne peut pas obliger, mais seulement « inviter » les éleveurs à tuer leurs visons, car selon la loi danoise, seuls les visons situés dans un rayon de 8 kilomètres autour d'un vison infecté peuvent être abattus. Et une loi d'exception nécessite 2/3 des votes au Parlement, ce qu'il n'a pas dû à l'opposition à la mesure du parti Venstre. Ce pays est le premier éleveur/exportateur de peaux de vison en Europe. Des éleveurs de visons ont manifesté en tracteurs alors que les équipes de santé publique commençaient un abattage (qui devrait durer 15 jours).
Le 4 novembre la 1re ministre Mette Frederiksen a néanmoins annoncé en conférence de presse que « tous les visons d'élevage » au Danemark devaient être tués, ajoutant que cette décision ne peut être « ni négociée ni discutée ». La police nationale danoise est chargée de coordonner l'abattage des visons. Une quinzaine de millions de cadavres de visons doivent être détruits, idéalement être brûlés, car ne pouvant plus, pour des raisons sanitaires, être considérées comme déchets d'abattoir antérieurement convertis en aliments pour animaux ou en biomasse-énergie. L'usine de DAKA (à Rander) qui "valorise" habituellement les cadavres de visons après qu'on a récupéré leur fourrure à partir de la fin de l'automne, est à la demande des autorités, transformé en urgence en centre d'urgence de destruction des cadavres de visons, afin de les transformer en biocarburants et en carburant diesel. Les camions et équipements y sont lavés et désinfectés plusieurs fois lors du processus, et les combinaisons de protection sont obligatoires. Les corps des visons y sont stérilisés sous pression, durant 20 min à 130 °C, puis la farine animale et d'os sont transformés en biocarburant, et la graisse est transformée par Daka ecoMotion en biodiesel dit durable de 2e génération pour le transport routier.
Le 6 novembre 2020, alors que l'Allemagne et le Royaume-Uni ajoutaient le Danemark à leurs listes de pays pour lesquels la quarantaine est obligatoire, au Danemark, environ 280 000 résidents de sept localités sont confinés dans leur commune pour tenter de stopper la propagation de ces virus mutants et il est déconseillé à tous de se rendre dans le secteur, où seuls les transports scolaires sont maintenus. Mais l'usine DAKA est proche de la saturation (cas sans précédent) car devant traiter en quelques jours une quantité de cadavre habituellement réparties sur 3-4 semaines de travail intense. Une partie des camions est réorientée vers les entreprises de chauffage urbain, invitées à incinérer ces visons en respectant certains conditions d'hygiène. Ils serviront à produire de la chaleur, de l'électricité et leurs cendres pourront être utilisées en fond de couche routière ou fondation de construction. Sønderborg Varme a été la première société à accepter cette mission. Toutes les opérations de manipulation et de travail avec les éleveurs de visons sont maintenant contrôlées par la police nationale, en lien avec l'administration vétérinaire et alimentaire danoise.
Habituellement, des acheteurs allemands concurrents de Daka achètent aussi des corps de vison, ce qu'ils ne feront pas en 2020 dans le contexte pandémique.
Une troisième solution est mise en œuvre, avec l'enfouissement de millions de cadavres, au fond de profondes tranchées, recouverts de chaux vive, dans un premier temps dans deux énormes et longues fosses communes linéaires creusées à la grue dans l'ouest du Jutland (et d'autres fosses sont envisagées dans le sud du pays et le sud du Jutland). Deux terrains militaires (Holstebro et Karup) ont été choisis par l'administration vétérinaire et alimentaire danoise, avec l'Agence danoise de la nature de manière à limiter les risques de contamination de nappes phréatiques.
Mi-novembre, le gouvernement estime que la nouvelle souche mutée (dite du cluster 5) semble désormais « très probablement » éteinte ; l'Institut national du sérum danois n'a pas retrouvé ce variant depuis le 15 septembre.

## Découvertes de félins et canidés infectés par le SARS-CoV-2
À Hong Kong d'abord, lors d’une campagne de dépistage menée sur 17 chiens et huit chats vivant au contact de personnes porteuses du virus, deux chiens ont été « testés positifs au Covid-19 ». Selon une prépublication (version 23 juillet 2020, exploitant les résultats d'une enquête menée dans le nord de l'Italie - la plus grande étude faite sur le coronavirus chez les animaux de compagnie à ce jour), les chats et/ou chiens vivant avec des personnes infectées ou dans des régions gravement touchées par le COVID-19 sont « tout aussi susceptibles d'être infectés par le virus SARS-CoV-2 que les humains». Selon cette étude pré-publiée (avant évaluation par des pairs) par EI Patterson et al. sur bioRxiv, dans ces cas, aucun des tests PCR faits sur des échantillons prélevés dans le nord de l’Italie dans le museau, la gorge ou le rectum de 817 animaux de compagnie (540 chiens et 277 chats, entre mars et mai 2020), ne montraient la présence d'ARN viral du SRAS-CoV-2 au moment de l’analyse, d’autres tests (de recherche d'anticorps contre le virus circulant dans le sang) ont montré que certains animaux (environ 3 % des chiens et 4 % des chats échantillonné ; et plus exactement : 3,4 % des chiens et 3,9 % des chats) avaient antérieurement été infectés par le virus. Ce taux d’infection de 3-4% est comparable à celui observé chez les humains européens au moment où ces tests ont été faits. L’étude n’avait pas pour objectif de savoir si ces animaux pouvaient à leur tour infecter un humain ou d’autres animaux, mais les auteurs notent que « les chiens des ménages positifs au COVID-19 étaient significativement plus susceptibles d'être testés positifs que ceux des ménages négatifs au COVID-19 ». Sous réserve que ces chiffres soient validés par des pairs, ils signifient que des virus infectieux, à ce moment, circulait autant chez les chiens et chats que chez les humains.

### Félidés (chats, tigres, lions…)
Des coronavirus félins sont connus depuis plusieurs décennies, avec deux pathotypes :
Chats : En mars 2020, un premier cas de COVID-19 chez le chat est confirmé à l'OIE. Semblant isolé voire exceptionnel, il a été découvert en Belgique par des chercheurs de la faculté de médecine vétérinaire de Liège. Ce chat aurait été contaminé par sa maîtresse revenue, atteinte d'une COVID-19, d'un voyage en Italie et placée en quarantaine chez elle. À la différence des deux chiens déjà observés porteurs du virus, ce chat a, une semaine plus tard, présenté des signes gastro-intestinaux et respiratoires (« anorexie, diarrhée, vomissements, toux et essoufflement » observés par le vétérinaire via un lien vidéo). Le chat a ensuite été testé positif (fèces et vomissures) par RT-PCR puis la présence du virus a été confirmée par séquençage à haut débit. Après neuf jours de maladie, l'animal s'est remis a précisé l'AFSCA. Selon le Dr Emmanuel André, l'un des porte-paroles des autorités sur cette pandémie « il n’y a pas de raison de penser que les animaux peuvent être vecteurs de l’épidémie dans notre société ».
Quelques jours après cette annonce (31 mars 2020), en Chine, une étude du laboratoire d'Harbin conclut que de jeunes chats (post-sevrage, âgés de 70 à 100 jours) expérimentalement infectés se sont montrés « très sensibles au SARS-CoV-2, qui se répliquait efficacement et se transmettait à des chats naïfs (placés dans une cage proche de celle d'un chat infecté) » ; un chat naïf sur trois exposé à des chats infectés a été infecté. Les auteurs estiment que « la surveillance du SARS-CoV-2 chez le chat doit être considérée comme un complément à l'élimination de la COVID-19 chez l'être humain », même si chats et chiens semblent alors rarement infectés (à Hong Kong, ce chat et deux chiens étaient alors les seuls animaux positifs, dans une cohorte de 27 chiens + 15 chats, tous en contacts étroits avec des patients malades et placés en quarantaine).
- Le 3 avril 2020 une pré-publication annonce que 15 %[152] des chats testés à Wuhan (par dosage ELISA d'anticorps anti-SArAS-CoV-2) s'avèrent avoir été infectés par le virus de la COVID-19[153],[154] ; 102 chats ont été testés après l'éclosion de l'épidémie en Chine (comparés à 39 échantillons de sang félin prélevés avant l'éclosion). Parmi les échantillons positifs, 11 présentaient des anticorps neutralisants du SARS-CoV-2, avec un titre variant de 1/20 à 1/1080. Les auteurs ont vérifié qu'il ne s'agissait pas d'une réactivité croisée sérologique entre le SARS-CoV-2 et le coronavirus de la péritonite infectieuse féline de type I ou II (FIPV) et ils concluent que le SARS-CoV-2 a infecté une partie de la population de chats de Wuhan lors de l'épidémie.
- Puis les CDC américains confirment que deux chats domestiques, vivant dans deux quartiers éloignés l'un de l'autre, et qui présentaient des symptômes respiratoires légers à New York, ont été testés infectés par Sars-CoV-2. Ils se sont tous deux rétablis[155].
- Dans le 1er cas, aucun membre de la famille n'a été confirmé malade de la COVID-19. Le chat pourrait avoir acquis le virus à l'extérieur ; d'un autre chat ou d'un humain malade, ou dans le foyer, à partir d'une personne asymptomatique. Le second chat avait un propriétaire malade (avant que le chat ne montre des signes de la maladie) et un autre chat présent dans le foyer n'a pas montré de signes de maladie. Les CDC ont publié une liste de recommandations, incluant une distanciation sociale avec les animaux dans un certain nombre de cas[156].
Confiner un chat qui a l'habitude de se promener sur les toits ou dans les jardins ou la nature est difficile.
- En France le premier chat découvert infecté (par un test qRT-PCR réagissant à 2 gènes du SARS-CoV-2), probablement contaminé par sa propriétaire, présentait des troubles respiratoires et digestifs. Ses prélèvements rectaux étaient positifs, mais pas nasopharyngés. Le virus SARS-CoV-2 « même en contact avec des propriétaires infectés comme l'a montrée une étude précédente sur les animaux des étudiants vétérinaires de l'École nationale vétérinaire d'Alfort » ne semble pas facilement passer de l'Homme au chat, selon une pré-publication du 9 avril 2020[157]. Neuf chats et douze chiens vivaient en contact étroit avec 20 étudiants d'un campus vétérinaire français, dans des chambres de 12 à 17 m2. Deux de ces étudiants ont été diagnostiqués positifs à la COVID-19[157]. Puis 11 autres étudiants du groupe (60 % du groupe) ont consécutivement présenté des symptômes de la COVID-19 (fièvre, toux, anosmie, etc.), entre le 25 février et le 18 mars 2020 ; ils n'ont pas été testés « conformément à la réglementation française en vigueur, qui ne prescrit pas de tester tous les patients d'un cluster »[157] et on ignore si les 7 autres étudiants étaient indemnes ou porteurs asymptomatiques[157]. Les étudiants ont signalé que plusieurs de leurs animaux de compagnie (3 chats notamment) ont présenté « de nombreux signes cliniques indiquant une infection à coronavirus », mais en dépit de ces symptômes, aucun de ces animaux n'a été détecté positif pour le SARS-CoV-2 par RT-PCR, et aucun anticorps contre le SARS-CoV-2 n'a été détecté dans leur sérum sanguin (par test d'immunoprécipitation)[158],[157]. Les auteurs de la pré-publication concluent à « une transmission interspécifique indétectable du virus du SARS-CoV-2 entre les patients COVID-19 et les chiens ou chats domestiques dans les conditions naturelles d'exposition », ajoutant qu'« il est concevable que les chats infectés et séroconvertis identifiés à Wuhan, en Chine, avaient été soit en contact avec des patients dont la charge virale était plus élevé que dans notre étude, ou ont eu plus de contacts avec des chats infectés[157]. Ce sont, entre autres, des questions qui devront être approfondies (…) Des études de réplication pour précisément caractériser un rôle possible des animaux de compagnie, et en particulier des félins, en tant qu'hôte intermédiaire vecteur du SARS-CoV-2 sont nécessaires dans différents contextes internationaux. Elles devraient inclure des populations plus importantes et l'étude du rôle de l'âge des animaux et de la charge virale environnante »[157].
- Mi mai 2020, dans le journal Nature, estimant qu'« il est de plus en plus important de comprendre le rôle des chats domestiques et des chats errants dans la chaîne de transmission à mesure que les taux d'infection entre les gens chutent », Arjan Stegeman (épidémiologie vétérinaire à l'Université d'Utrecht aux Pays-Bas), dit prévoir de tester des chats cohabitant avec des personnes guérie de la COVID-19.
- Puis à Bordeaux, un second chat (présentant des troubles respiratoires résistant à un traitement anti-infectieux et antiinflammatoire), a ensuite été testé positif, sans doute infecté par ses propriétaires, suspectés d'avoir eu la Covid-19, selon l'École nationale vétérinaire de Toulouse (ENVT)[159].
- L'OIE a aussi reçu le signalement d'un chat fortuitement trouvé positif au virus en Espagne (11/05/2020) ; il s'agit d'un chat mâle (de 4 ans et de race européenne, qui vivait dans une famille où plusieurs personnes avaient contracté la COVID-19 ; ce chat « souffrait d'une dyspnée et d'une tachypnée marquées, avec une température rectale de 38,2 °C. Le test sanguin effectué a montré une légère anémie et une thrombocytopénie sévère » ; il présentait des indices de pneumonie à la radiographieet une cardiomyopathie hypertrophique à l'échocardiographie) ; en état de détresse respiratoire sévère et présentant des saignements de nez et de bouche, il a été euthanasié le 22/04/2020, et envoyé à l'unité de confinement biologique IRTA-CReSA (niveau de biosécurité 3) pour autopsie. Son propriétaire semble avoir eu une forme non-sévère de la COVID-19. L'autopsie laisse penser que le chat pouvait avoir un problème cardiaque qui a aggravé la maladie[160].
- Deux jours après un autre cas, fortuitement découvert, était signalé en Allemagne (13/05/2020) : une chatte âgée de 6 ans, qui vivait avec son propriétaire dans une maison de retraite (Haut-Palatinat, Bavière) qui a est mort de la COVID-19 le 12 avril 2020. On note que deux autres chats (femelle de 15 ans, mâle de 10 ans) vivaient aussi dans cette maison de retraite (où un foyer de contamination de covid a eu lieu). Aucun des chats n'a présenté de symptômes à aucun moment ; des prélèvements de gorge analysés le 29 avril 2020 ont montré que les deux autres chats étaient négatifs (RT-PCR). Les trois chats ont été mis en quarantaine sous l'égide du bureau vétérinaire local compétent, puis échantillonnés à nouveau (gorge) le 4 mai 2020. Les deux chats négatifs l'étaient encore et l'autre a été clairement confirmé positif pour le SRAS-CoV-2. Tous ont été ensuite isolés à l'Université de médecine vétérinaire de Hanovre (Allemagne). Le 6 mai 2020, les trois chats ne présentaient aucun symptôme respiratoire mais restent surveillés pour le SRAS-CoV-2 (symptômes, excrétion virale, séroconversion…). Le génome sera séquencé[161]. 
Finalement, en juillet 2020, d'après les tests de présence d'anticorps faits en Italie, dans les zones et familles infectées, le taux d'infection à CARS-CoV-2 (3,9 %) de 277 chats de compagnie testés entre mars et mai 2020) « reflètent ceux des gens »[150].
- Tigres : Le 4 avril, cinq tigres sont à priori porteurs du virus dans le zoo de New York[4] ce qui repose la question du risque que les félins domestiques (chats) soient infectés par leurs maitres en jouant un rôle dans le développement de la pandémie[162] ? Le premier des tigres a manifesté des symptômes du 27 mars au 3 avril 2020 et il a été testé positif, les autres ont manifesté les mêmes symptômes, l'un étant aussi anorexique. Un employé asymptomatiquement porteur du virus aurait pu infecter le premier tigre[163].
- Lions : le 15 avril 2020, parmi trois lions précédemment signalés dans un zoo de New York comme présentant des symptômes évoquant la COVID-19 (toux sèche et respiration sifflante), l'un a été confirmé positif au SARS-CoV-2/COVID-19. L'OIE est informé le 17 avril 2020, comme pour le cas du 4 avril 2020, on suppose que l'infection a été transmise par un humain infecté. Tous les animaux présentant des signes cliniques s'améliorent progressivement. Aucun autre animal du zoo ne semble pour le moment touché[3].

L'Organisation mondiale de la santé animale (OIE) a déclaré le SARS-CoV-2 maladie émergente ; les pays doivent donc déclarer les cas animaux confirmés à l'OIE.

### Canidés
En 1971 a été décrit le premier « coronavirus canin » (CCoV), alors identifié en tant que pathogène entérique des chiens ; ce virus (et d'autres coronavirus) sont fréquemment trouvés dans les populations canines, notamment celles hébergées en grands groupes en refuges, animaleries, chenils de chasse à courre ou élevage canin, en raison de la contagiosité du virus,,.
Chez les chiots et jeunes chiens, certains coronavirus sont parfois mortel, notamment quand il y a coinfection avec la CDV ou d'autres pathogènes intestinaux.
Depuis les années 2000, des signalemen épidémies très virulentes à CCoV sont documentées en Europe,,.
Le chien est le seul canidé présentant une vulnéravilité modérée au SARS-CoV-2
- les premiers variants du SARS-CoV-2 sont réputés pouvoir difficilement infecter le chien.
  - Le premier cas signalé à l'OIE est un chien Poméranien mâle, castré, âgé de 17 ans, trouvé asymptomatique et « faiblement » porteur du virus à Hong Kong fin février 2020 : cinq écouvillonnages oropharigiens prélevés sur 13 jours ont montré qu'il excrétait des virus par le museau et la bouche, mais aucun virus infectieux n'a été retrouvé dans les échantillons rectaux ni fécaux (testés à trois reprises)[63] (alors que ceux-ci sont habituellement riches en coronavirus chez les animaux-réservoirs)[29]. 
C’est « probablement un cas de transmission de l'homme à l’animal » selon l’AFCD qui a « fortement recommandé » que dans tout foyer où vit une personne infectée, les animaux de compagnie mammifères (chiens et chats notamment) soient mis en quarantaine … par précaution pour protéger la santé publique et animale[172]. Ce chien qui présentait déjà des problèmes cardiaques et rénaux, avec hypertension artérielle est mort quelques jours après le diagnostic, probablement de ses comorbidités. Le chien a très probablement été infecté par son propriétaires, car les séquences génétiques virales du virus trouvé chez ce chien étaient identiques à celles de son propriétaire[54].
  - le second chien (Berger allemand) ne présentait pas de symptômes évidents, mais il excrétait, lui, le virus dans ses excréments. Il a fait l'objet d'une surveillance[173] ; comme dans le cas précédent, ce chien a aussi été très probablement infecté par son propriétaires (similitude des séquences génétiques virales)[54]. Comme dans le cas précédent, rien n'indique que les chiens aient (ou non) transmis l'infection à d'autres chiens ou à d'autres personnes[54].

Ces deux cas ont été détectés à Hong Kong dans un foyer où l'administration a isolé des malades atteints de Covid-19 (en accueillant parfois aussi leurs chiens et chats) ; Il a été décidé de tester d'autres animaux dans ces foyers, pour évaluer quand ils pourraient être rendus à leurs propriétaires. Au 27 mars parmi quinze chiens et chats isolés car présent dans des foyers où une personne était porteuse du virus, deux chiens ont été testés positifs.

Un autre cas est signalé mi mai aux Pays-Bas (diagnostiqué fin avril).
Par ailleurs, des virologues ont en Chine expérimentalement infecté des chiens avec le « SARS-CoV-2 humain » et du point de vue biochimique, l'ACE2 du chien présente une configuration permettant que le virus s'y fixe. Thomas Mettenleiter (virologue et directeur l'Institut fédéral de recherche sur la santé animale à Riems, en Allemagne) recommande aux propriétaires de chiens dont le test est positif pour le coronavirus d'être prudents quand ils manipulent leurs animaux de compagnie.
Avis d'experts ou d'autorités vétérinaires ou sanitaires : Ils évoluent avec l'état des connaissances. Début 2020, l'AFCD estimait que les données scientifiques suggèrent que le Covid-19 peut se transmettre aux chiens à partir de son propriétaire contaminé. Mais rien n’indique alors que les chiens peuvent à leur tour contaminer des humains ou d’autres animaux ;
Par précaution, l'AFCD invite les vétérinaires à rehausser leur niveau de vigilance, à utiliser un équipement de protection individuelle (gants, masques…) et à désinfecter en routine leur l’environnement, surtout si l’animal a des antécédents connus ou est soupçonnés d’être lié à un cas confirmé. L'AFCD ajoute que dans les hôpitaux vétérinaires, les clients devraient aussi porter des masques de protection. Les vétérinaires de Hong Kong sont invités à signaler leurs soupçons de contamination d’un animal à l’AFCD, via une hotline.
La quarantaine est une précaution visant à éviter que les animaux jouent un rôle de fomite (support de virus vers l'Homme), car mi-mars 2020, il n'y a pas encore de preuve que les animaux de compagnie transmettent (ou non) le virus aux humains ;
- Selon Shelley Rankin, microbiologiste vétérinaire à l'Université de Pennsylvanie, une possibilité de transmissibilité du SARS-CoV-2 de l'homme à l'animal (de compagnie ou non) ne semble pas encore avoir été étudiée, et on ne peut donner une signification épidémiologique à ce seul cas.

En mai 2020, l'Académie de médecine en France considère que si « le COVID-19 peut se transmettre aux chiens à partir du propriétaire contaminé. Rien n'indique en revanche, pour le moment, que les chiens peuvent à leur tour contaminer, par des aérosols ou la salive, des personnes non infectées ou d’autres animaux rencontrés (par exemple dans la rue.) » L'OIE (avis du 9 mars 2020) puis l’Anses (avis du 11 mars 2020) ont jugé peu probable le risque de contamination du chien et à partir du chien, tout en recommandant la prudence, notamment car on sait que chats et chiens ont plusieurs récepteurs cellulaires ACE2 semblables aux nôtres ; théoriquement, le virus peut donc s’y fixer ; mais il ne peut probablement pas facilement entrer dans leurs cellules.
Finalement, en juillet 2020, d'après les tests de présence d'anticorps faits en Italie, dans les zones et familles infectées, le taux d'infection à CARS-CoV-2 (3,4 %) de 540 chiens testés entre mars et mai 2020) « reflètent ceux des gens ».
Par précaution les personnes porteuses du SARS-CoV-2 devraient limiter le contact avec leurs animaux de compagnie, bien se laver les mains et ne pas se laisser lécher le visage (car le virus est présent dans les sécrétions nasales, sur les mains et la bouche du malade).
- Si d’autres cas se présentent, ces animaux pourraient être des réservoirs de virus ou jouer un rôle dans sa propagation ; les hôpitaux vétérinaires devraient s’y préparer. Des quarantaines pour animaux domestiques et des précautions d’hygiènes associées pourraient alors être justifiées[63] ;
- si dans une maison des personnes sont malades et d’autres non, les animaux ne doivent pas être en contacts avec aucun d'eux[63] ;
- les animaux de compagnie doivent être pris en compte dans la planification de la préparation de la famille, ne serait-ce que parce que le propriétaire de l'animal peut tomber malade et être mis en quarantaine[63] ;
- un stock minimal de nourriture/litière… pour l’animal est recommandé, de même qu'informer les voisins (sur les besoins alimentaires ou en médicament de l’animal)[63].

Mi-mai 2020, un article de la revue Nature relaye l'avis de l'American Veterinary Medical Association qui recommande aux malades de la COVID-19 de « porter un masque quand elles prennent soin de leurs animaux de compagnie et d'éviter de caresser, de serrer dans leurs bras ou de partager de la nourriture avec des animaux, et de se laver les mains avant et après le contact avec eux ». « il est urgent de tester plus d'animaux qui sont en contact étroit avec les gens, y compris les animaux de travail et le bétail, pour comprendre s'ils ont un rôle à jouer dans la propagation du virus (…) Pour ce faire, des kits de diagnostic spécialisés pour tester les animaux seront nécessaires », ajoute Jürgen Richt (virologue vétérinaire, Université d'État du Kansas).
Une modélisation récente a prédit que « les chiens pourraient être des hôtes secondaires au cours de l'évolution du SRAS-CoV-2 de la chauve-souris à l'homme »

## Risques et inquiétudes chez les Primates non-humains
On sait au moins depuis les années 1990 que les singes sont sensibles à plusieurs coronavirus, et qu'un même coronavirus peut infecter des espèces différentes de singes (ex : La première infection expérimentales de singes par un coronavirus (CV) a été décrite en 1994, exécutée chez un macaque (Macaca mulatta) avec un inoculat de la souche CVRM 281 extrait d'un singe rhésus décédé ; le macaque a développé une maladie chronique avec des rechutes périodiques et la persistance du virus. Les symptômes étaient gastro-intestinaux (entérocolite) et respiratoires (pneumonie) ; avec des lésions histologiques caractéristiques).
Des dizaines d'isolats de coronavirus (CV) ont été étudiés chez Papio hamadryas et des singes rhesus spontanément infectés ; deux de ces isolats ont été sélectionnés comme souches prototypes de Coronavirus (CoV) simiens : CVRM 281 (singe rhesus) et CVP 250 (Papio hamadryas) ; ils appartiennent au 2e groupe d'antigènes de CoV de mammifère avec la souche prototype HCV OC 43, mais ils diffèrent de cette dernière. Dès les années 1990, les singes étaient proposés comme modèle animal pour l'étude de coronavirus humains.
Les primates non humains que sont les grands singes (chimpanzés, bonobos, 2 espèces de gorilles, 2 espèces d'orangs-outans) ont un génome très proche de celui des humains. D'autres primates, génétiquement moins proches, sont néanmoins vulnérables à nombre de nos microbes, au point d'être utilisé comme modèle animal. Par exemple, selon une étude pré-publiée fin mars sur BioRxiv, un inoculat de SARS-CoV-2 expérimentalement déposé sur la conjonctive de l'œil d'un singe macaque est infectieux pour ce dernier. En janvier 2021, deux gorilles du zoo de San Diego (Californie) ont contracté le virus.
Mi-mars 2020, l'UICN a modifié ses recommandations en portant à 10 m la distance minimale a garder avec les sept espèces de grands singes, « nos plus proches parents, originaires de 21 pays d'Afrique et de deux pays d'Asie du Sud-Est (…) tous classés comme étant En danger ou En danger critique sur la Liste rouge de l'UICN » ; et toute personne malade ou ayant été en contact avec une personne malade dans les quatorze derniers jours « ne doit pas être autorisée à approcher des grands singes ». Selon l'expert universitaire américain Thomas Gillespie et selon vingt-cinq de ses pairs, dans une lettre ouverte publiée par la revue Nature : la pandémie de covid-19 est « une situation potentiellement désastreuse pour les grands singes. Il y a beaucoup en jeu pour ceux qui sont en danger d’extinction ». En 2016 des chimpanzés sauvages du Parc national de Taï (Côte d'Ivoire) avaient déjà été infectés par un coronavirus humain. On sait que d'après les prédictions de la structure des protéines faites par modélisation de protéines, les singes américains et certains tarsiers, lémuriens et lorisoïdes ont un ACE2 ayant peu d'affinité pour le virus, par contre « tous les singes africains et asiatiques, présentent le même ensemble de douze résidus d'acides aminés-clés que l'ACE2 humain ». Les primatologues ont recommandé et demandé une fermeture des zoos et parcs animaliers pour une durée indéterminée afin d'y limiter le risque de propagation du coronavirus aux singes. Ils ont été écoutés, mais parfois après plusieurs semaines. Certains parcs nationaux congolais et du Rwanda ont été rapidement fermés aux touristes et même aux chercheurs. À Bornéo, afin d'y protéger les orangs-outans du virus, le centre de réhabilitation de Sepilok a été fermé. Sans surprise, en animaleries de laboratoires ou chez des sujets venant d'être importés, dès les années 1990, des infections spontanées par des coronavirus avaient été signalées, dont chez des macaques de différentes espèces (dont macaques rhésus) et chez des babouins hamadryas. Ces épidémies touchaient jusqu'à 50 % des individus et étaient persistantes avec recrudescences périodiques ; les symptômes étaient des pneumonies (avec présence de cellules géantes, signes de carnification) et/ou des entérocolites, associée(s) à une infiltration diffuse lymphocytaire et macrophagique de la muqueuse intestinale. Des coronavirus infectieux étaient trouvés dans l'intestin, le pancréas et les poumons de singes morts ; ces souches ont notamment été désignées comme CVMR et CVPH, enregistrées dans la collection nationale russe de virus.
En 1994, Goncharuk et ses collègues signalent des cas de persistance de coronavirus et que « les macaques infectés présentaient une augmentation des titres d'anticorps dirigés contre leur propre souche CV isolée de ces animaux, ainsi que contre la souche CV humaine antigéniquement apparentée 0043. L'infection CV spontanée chez le singe peut être utilisée pour résoudre certains problèmes obscurs de la pathogenèse et de l'épidémiologie de Infection CV chez l'homme ».

## Animaux potentiellement hôtes du virus à l'origine du SARS-CoV-

### Chiroptères
Les chiroptères jouent un rôle réputé particulier, ancien et important de « réservoir », pour de nombreux virus (dont Ebola et une forme de rage), et notamment pour des maladies émergentes susceptibles de passer à d'autres animaux ou à l'Humain. Ceci n'est pas surprenant étant donné leur ancienneté, leur large présence sur la terre, le nombre de virus qu'ils abritent (lyssavirus, filovirus, henipavirus et flavivirus notamment, mais aussi CoVs fréquemment détectés depuis qu'on les cherche) et leur nombre d'espèces (ils représentent près du quart de la diversité spécifique des mammifères connus). Ce rôle n'est cependant connu que depuis 2005, d'abord découvert chez trois espèces de Miniopterus en Asie. On sait maintenant que partout dans le monde les chiroptères hébergent de nombreux coronavirus infectant d'autres vertébrés, et quelques coronavirus infectant l'Homme (ex : HCoV-NL63 et HCoV-229E). Selon la base de données « DBatVir » créée pour leur étude : entre 2005 et mai 2020, ce sont plus de 200 nouveaux CoV qui ont été identifiés chez les chauves-souris. Le virome connu et séquencé à ce jour des chiroptères est composé de CoV à 35 % environ. Début 2010 plus de 30 génomes complets de ces virus avaient déjà été séquencés. Mi-mai 2020, une grande partie de ces CoV portés par les chiroptères n'est pas encore officiellement reconnue ni nommée par l'ICTV. Les chauve-souris développent des maladies cliniques virales et bactériennes ou fongiques (avec parfois de graves épidémies comme dans le cas du "White nose", mais de nombreux virus (dont des CoVs) sont souvent bien tolérés par ces animaux, alors sans symptômes, grâce à une spécificité de leur système immunitaire selon Ahn et al. en 2019 et selon Brook et al. en 2020. Sur tous les continents, les chauves-souris n'abritent « que » deux des quatre genres de CoVs : des alphaCoV surtout (et avec des titres plus élevés) et, moindrement, des betaCoV des sous-genres Sarbecovirus, Merbecovirus, Nobecovirus et Hibecovirus ; et des co-infections associant plusieurs de ces virus existent. Les Rhinolophes semblent être réservoir du SRAS-CoV, et plusieurs bêtaCoV du sous-genre Merbecovirus sont étroitement liés au MERS-CoV. En janvier 2019, quelques mois avant l'« épidémie de Wuhan », quatre chercheurs en infectiologiede Hong Kong ont écrit dans un article « En plus des interactions entre les différentes espèces de chauves-souris elles-mêmes, les interactions chauve-souris-animal et chauve-souris-Homme telles que la présence de chauves-souris vivantes dans les marchés humides et les restaurants de la faune dans le sud de la Chine, sont importantes pour la transmission interspécifique des CoV et peuvent conduire à des foyers épidémiques mondiaux dévastateurs ». Comprendre comment certains chiroptères arrivent à maintenir constamment « à bas bruit » leurs infections virales est source d'espoir de nouvelles approches thérapeutiques antivirales. On a ainsi découvert que certaines chauves-souris, dont par exemple la Roussette d'Égypte ou Rousettus aegyptiacus (espèce africaine) disposent d'une hyper-vigilance antivirale, inattendue, dite « voie de l'interféron perpétuellement activée », qui à la différence de ce qui se produit chez la plupart des autres mammifères, ne provoque pas d'inflammation nocive. Les chauves-souris semblent avoir perdu certains gènes favorisant l'inflammation. On explore depuis peu « l'impact de ces défenses antivirales uniques des chauves-souris sur les virus eux-mêmes », dont en comparant les réponses immunitaires antivirales de deux types de cellules de chauve-souris cultivées in vitro, provenant d'une part de la Roussette d'Égypte, une espèces dont la voie de l'interféron est perpétuellement activée, et d'autre part d'une espèces qui n'active cette voie qu'au moment de l'infection : le Renard volant noir (Pteropus alecto qui vit de l'Indonésie au nord et à l'Est de l'Australie, et est l'un des vecteurs d'un Lyssavirus zoonotique). D'après les données disponibles en mars 2020, le virus génétiquement le plus proche de celui de la COVID-19 (96,2 % d'identité de séquence nucléotidique) est la souche BatCoVRaTG13 trouvée chez Rhinolophus affinis, dans le Yunnan (Chine), un peu plus proche que ceux trouvés chez le Pangolin. En mai 2019, on ignore encore si un hôte intermédiaire (et/ou d'amplification) a vraiment été nécessaire au virus pouvoir infecter l'Homme (comme ce fut le cas pour le SRAS-CoV et d'autres HCoVs) ; En mai 2020, deux microbiologistes vétérinaires italiens, Decaro & Lorusso recommandent donc « une utilisation prudente d'antigènes spécifiques pour le diagnostic sérologique du SRAS-CoV-2 chez les animaux, car des réactions croisées avec des virus du genre Alphacoronavirus, répandus chez les animaux, peuvent se produire » comme l'ont montré en 2004 Sun & Meng.
Attention cependant : les chiroptères ne constituent pas le seul réservoir de coronavirus ; les rongeurs (autre groupe taxinomique majeur en termes de diversité spécifique chez les mammifères) en sont un autre (par exemple pour le HCoV-OC43 et HKU1) ; et au vu des études déjà faites, on sait que les chiroptères et les rongeurs sont la source des gènes de la plupart des α-CoV et β-CoV, alors que les oiseaux semblent être le principal réservoir de gamma-CoV et delta-CoV 2.
Ces affirmations reposent sur des preuves phylogénétiques basées sur l'étude des séquences génomiques de coronavirus actuellement disponibles dans plusieurs bases de gènes internationales. 
Les coronavirus « animaux » (de Chauve-souris ou rongeurs) semblent avoir eu besoin d'« hôtes intermédiaires » pour s'humaniser. Des bovins ont joué ce rôle pour HCoV-OC43 et l'Alpaga pour le HCoV-229E. Dans le cas du SARS-CoV-1 et du MERS-CoV, ces hôtes ont respectivement été la Civette du palmier et le dromadaire. Il est notable que les chiroptères partagent avec les rats le fait d'avoir des interactions sociales et familiales étroites et constantes, de vivre en groupes souvent denses, et pour certains présentes au même endroit depuis des milliers d'années, et à l'abri de la lumière du soleil (pour la plupart des espèces).
Les chiroptères se déplacent en outre sur de plus grandes distances, ont une longévité parfois remarquable, et disposent souvent (en zone tempérée à fraiche) des gîtes estivaux et hivernaux différents. Ces gîte abritent parfois conjointement des espèces différentes de chiroptères. Certaines chauve-souris migrent saisonnièrement à la manière des oiseaux migrateurs (ex : Pipistrelle de Nathusius, pour la France),) ou sur quelques centaines de km (ex : pipistrelle commune). Dans les années 2000, des Coronavirus étroitement apparentés entre eux ont déjà été trouvés dans l'organisme de mêmes espèces de chauves-souris dans des gîtes distants de milliers de kilomètres et différentes espèces ou genres de CoV peuvent être trouvés chez différentes espèces de chauves-souris vivant sur les mêmes sites de repos.
Ce phénomène migratoire est à ce jour bien moins connu chez les chiroptères que chez les oiseaux.
Ces spécificités contribuent à expliquer pourquoi ces animaux abritent de très nombreux virus ; Les Chauve-souris sont un taxon non seulement bon « propagateur de virus », mais propice aux recombinaisons génétiques et à l'échange interspécifique de fragments de gènes viraux, ainsi qu'aux transmission interspécifiques (mais de leur côté les rats, s'ils ne sont pas « ailés », se font couramment transporter par des camions, trains, navires et avions et utilisent volontiers les égouts pour se déplacer sous terre ; le rat ne semble cependant pas génétiquement être un bon hôte pour le SARS-CoV-2, alors que certains rhinolophes ont un ACD2 « ciblé » par le virus.
L'Homme a bien moins de contacts rapprochés avec les chiroptères qu'avec les rats ; hormis, dans quelques cas (chasse et consommation de chiroptères dans certains pays, récolte d'excréments de Chauve-souris utilisés ou vendus comme engrais), et certaines activités spéléologiques ou minières… En 2020, Zi-Wei et ses collègues évoquent les mines de charbon comme source de contacts à suivre.
L'OIE note que des chauves-souris frugivores égyptiennes ont pu être « infectées en laboratoire (par le SARS-CoV-2) mais n'ont pas montré de signes de maladie. Les chauves-souris frugivores infectées étaient capables de transmettre l'infection à d'autres chauves-souris frugivores ».

### Pangolin

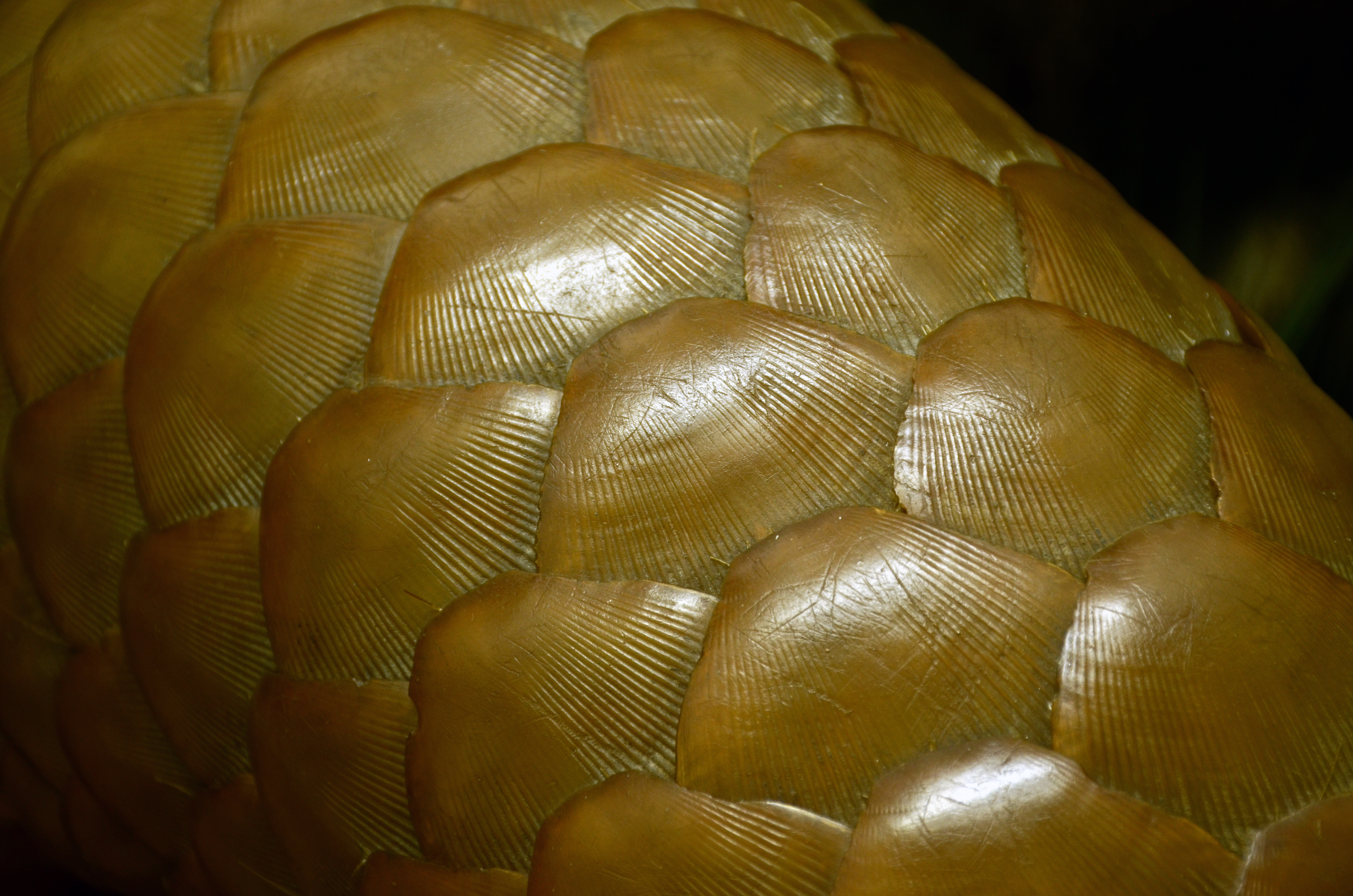
écailles de pangolin (Manis javanica), utilisées en médecine traditionnelle chinoise, source d'un intense braconnage en Chine du Sud et en Afrique.

En mars 2019, 21 pangolins sont saisis à des trafiquants dans la région chinoise du Guangdong et plusieurs puis la totalité tombent gravement malade, après des semaines d'efforts pour les sauver 16 meurent. Des virologues sont alors appelés pour effectuer des prélèvements et publient une étude mettant en évidence plusieurs types de virus dont des coronavirus proches du SRAS. C'est alors la première découverte de coronavirus chez des pangolins. En février 2020 à la suite de la pandémie de Covid-19, les analyses sont reprises et mettent en évidence un nouveau Sarbecovirus avec 92 % de similarité avec SARS-CoV-2 et dont le RBD est extrêmement proche. En même temps, d'autres viromes de mammifères sont réanalysés et un Sarbecovirus avec 86 % de similarité avec SARS-CoV-2 est détecté dans des pangolins saisis dans la région du Guangxi en 2017.
Le braconnage, le trafic et le commerce de pangolins ont été suspectés dès février 2020 d'avoir joué un rôle déclencheur dans l'épidémie. Selon une étude publiée mi-février 2020, dans le sud de la Chine, plusieurs coronavirus liés au virus de la COVID-19 (dont l'un étroitement apparenté pour son domaine de liaison aux récepteurs) ont été génétiquement identifiés dans des pangolins (Manis javanica) saisis lors d'opérations de lutte contre la contrebande.
La découverte faite à cette occasion de plusieurs lignées de coronavirus de pangolin et leur grande similitude avec le SARS-CoV-2 ont fait suggérer que les Pangolins devraient être considérés comme des « hôtes intermédiaires » possibles pour ce nouveau virus humain, et, selon Lam et al. « qu'ils devraient être retirés des marchés humides pour empêcher une transmission zoonotique »).
Puis, sur la base d'une modélisation de sa protéine ACE2, cette possibilité a été mise en doute.
Puis une autre étude (mai 2020) a conclu à nouveau à une adéquation entre l'ACE2 du pangolin et la protéine S du virus, mais en ajoutant que le chat, le chien et le hamster de Chine (Cricetulus griseus) y sont également adaptés.
En juillet 2020, il est confirmé que des coronavirus liés au SRAS-CoV-2 sont portés par des pangolins malais (Manis javanica), virus appartenant à deux sous-lignées de coronavirus liés au SARS-CoV-2, dont l'une présentant une grande similitude de domaine de liaison aux récepteurs avec le SARS-CoV-2, ce qui laisse penser que ce dernier coronavirus peut provenir d'un événement de recombinaison génétique impliquant des coronavirus liés au SRAS provenant à la fois de chauves-souris et de pangolins. Une recombinaison et/ou une adaptation du SRAS-CoV-2 pourraient aussi s'être produites chez une troisième espèce à la fois en contact avec les chauves-souris et les pangolins. Début juillet 2020, on ne connait toujours pas avec certitude quelle est ou quelles sont la ou les « espèces-creuset » ayant permis l'émergence du SARS-CoV-2, pas plus que le moment exact de cette émergence.
Le rôle écoépidémiologique du pangolin dans la transmission du SARS-CoV-2 est encore à préciser. S'il est confirmé, ce rôle sera sans doute différent de celui tenu par le dromadaire pour le MERS-CoV, car les CoV-bêta identifiés chez les pangolins sont hautement pathogènes pour cet animal (qui ne serait donc qu'un hôte sans issue pour les bêta-CoV liés au SARS-CoV-2, similaires à la Civette palmiste dans le cas du SARS-CoV-1). Il pourrait être (éventuellement parmi d'autres) un « hôte amplificateur » et « intermédiaire » pour le nouveau virus SRAS-CoV-2. S'il n'est pas en cause, il resterait à surveiller, car s'il continue à être chassé et mis en contact avec l'Homme ou des animaux domestiques, il est potentiellement un creuset pour l'apparition d'un autre coronavirus infectieux et à potentiel pandémique pour l'Homme.

### Autres
Pour beaucoup de zoonoses, le lien infectieux entre humains et animaux est réciproque.
Deux cas de figure aux enjeux très différents sont celui de l'animal de compagnie et celui de l'animal d'élevage (destiné à produire de la viande, du lait, du cuir…). Entre ces deux catégories existe celle des élevages d'animaux de compagnie, vendus en ligne ou via les animaleries.
Enjeu : proches de l'homme pour le chien et le chat et des enfants notamment, surtout lors du confinement, le chien de chasse et le chat (quand il ramène des souris, musaraignes, jeune rats…) pouvant être intermédiaire entre animal sauvage et l'humain. Le léchage de la part de l'animal, le contact par les caresses sont alors fréquents.
questions : peuvent ils être condamnés par l'homme, le contaminer en retour, en étant porteur sain ?
De manière générale, sauf évènement mutationnel peu probable, les coronavirus, comme le virus de la grippe semblent avoir besoin d'hôtes intermédiaires (toujours des mammifères dans le cas du coronavirus, à la différence du virus grippal) pour s'« humaniser », c'est-à-dire muter et acquérir la compétence de pouvoir infecter l'Homme ; 
Des hôtes intermédiaires connus (ou supposés tels) ont été trois animaux domestiqués :
- des bovins pour HCoV-OC43[17] ; on a constaté dans les années 2000 que dans le monde un grand nombre d'espèces (Humain y compris) sont couramment infectées par des virus étroitement apparentés au coronavirus bovin[38].
- l'Alpaga pour HCoV-229E[17] ? Cette hypothèse souvent reprise, voulant que l'Alpaga aurait acquis le virus d'une Chauve-souris avant de le transmettre à l'Homme, n'est pas consensuelle : l'Alpaga (animal semi-domestiqué) pourrait aussi avoir acquis le virus HCoV-229E directement de l'Homme (car d'une part un faisceau de données plaide pour une transmission directe de la Chauves-souris à l'humain ; et d'autre part les Alpagas ont bien moins de contacts proches avec les chiroptères que l'Homme n'en a ; et enfin, l'alpaga-CoV n'a pas été retrouvé chez les animaux sauvages alors que les Alpagas élevés par l'Homme ont subi une épidémie[9]. La transmission directe du virus, de la Chauves-souris à l'homme, n'aurait rien de surprenant ; cela a déjà, accidentellement, été le cas pour la rage, Ebola, le virus Nipah et le virus Hendra[7].
- le Dromadaire pour le MERS-CoV[17].

Et un animal chassé ou braconné (la Civette masquée dans le cas du SRAS-CoV).

## Conseils de prudence et recommandations
Le confinements de villes, de régions et d'États entiers, ainsi que les conséquences socio-économiques de la crise pandémique de la COVID-19 a aussi eu des effets connexes et indirects multiples, dont certains pourraient, au moins provisoirement, avoir un impact positif sur la faune. Par exemple :
- la prévention primaire des pandémies zoonotiques est remise au devant de la scène. Toutes les pandémies récentes sont d'origine zoonotiques. Ceci implique des stratégies de santé publique prenant mieux en compte les voies de transmission animal-homme[209]. Les systèmes de santé sont dans le même temps affectés par la double crise de la biodiversité et du changement climatique, et par les maladies alimentaires (de l'obésité à la sous-alimentation responsables d'un cinquième des morts dans le monde[209]. Des politiques publiques encourageant des régimes alimentaires moins dépendants de la viande et du poisson, inenvisageables dans le passé prennent de la crédibilité au vu de leurs avantages sanitaires planétaires, communautaires et individuels, et de prévention de futures pandémies[209].
- des recommandations ont visé à protéger certains animaux potentiellement vulnérables à la COVID-19, avec par exemple les meilleures pratiques de l'UICN pour la surveillance de la santé et le contrôle des maladies chez les populations de grands singes[210] :
  - porter des vêtements propres et des chaussures désinfectées avant d'entrer dans le parc ou d'approcher des grands singes ;
  - de quoi bien se laver et se désinfecter les mains doit être mis à disposition de toute personne entrant dans une zone protégée ou un site abritant des grands singes ;
  - un masque facial chirurgical doit être porté à moins de 10 mètres des grands singes ;
  - Renforcer l'instruction de tousser/éternuer dans les coudes plutôt que dans les mains ; toute personne éprouvant le besoin d'éternuer ou de tousser devrait quitter immédiatement la zone et ne pas revenir ;
  - les toilettes doivent toujours être éloignées de la forêt ;
  - toute personne arrivant de l'extérieur du pays et qui serait susceptible d'approcher des grands singes sauvages (par exemple : vétérinaires, chercheurs, journalistes) devrait subir auparavant deux semaines de quarantaine.
- D'autres recommandations visent à mieux protéger l'homme du virus éventuellement transporté par des animaux ou des produits d'origine animale. 
Dans le cas du SARS-CoV-2, l'ANSES, en France, le 11 mars 2020 a exclu « la possibilité de transmission directe du virus par un aliment issu d'un animal contaminé ». Si contamination alimentaire il y a, elle est d'origine humaine. « Une personne infectée peut contaminer les aliments en les préparant ou en les manipulant avec des mains souillées, ou en les exposant à des gouttelettes infectieuses lors de toux et d'éternuements. » Selon l'avis mis à jour le 1er avril 2020, la contamination pourrait avoir lieu par le bais de gouttelettes respiratoires issues d’un patient contaminé. Toutefois la question de la voie féco-orale se pose, des particules virales ayant été détectées dans les selles de certains patients. Afin de pallier une contamination éventuelle, l'ANSES recommande un « traitement thermique à 63 °C pendant 4 min »[211]. Sur le pelage d'un animal de compagnie contaminé par un malade, le virus pourrait selon l'ANSES vivre quelques heures[211]. Pour éviter toute contamination :
- Séparer les animaux des personnes malades ou présumées malades[211],
- Ne pas laisser l'animal vous lécher le visage[211],
- Se laver les mains avant et après avoir caressé un animal[211].
- l'Académie de médecine dans un communiqué (25 mars 2020) a appelé les propriétaires d'animaux domestiques à appliquer un principe de précaution. Tout en considérant que « dans un foyer où une personne malade a le Covid-19, le risque pour les personnes vivant sous le même toit est bien plus lié aux contacts avec ce malade qu'avec l'animal de compagnie » et qu'« en période de confinement, l'animal de compagnie est bien plus un ami qu'un danger », elle a ensuite recommandé de « renforcer les mesures habituelles de biosécurité vis-à-vis des nombreux agents pathogènes pouvant être transmis (aérosols, salive, déjections) par les animaux de compagnie (chien, chat, furet, rongeurs notamment) ». L'Académie conseille de « se laver fréquemment les mains lorsque l'on s'occupe de l'animal (litière, promenade, alimentation, etc.), surtout s'il a été caressé », en évitant de se laisser « lécher le visage ».
- Dans le cadre des mesures de confinement, les SPA (Société protectrice des animaux) ont été fermées au public depuis le 15 mars 2020, mais on pourra à nouveau y adopter des animaux en avril, à certaines conditions (choix de l'animal fait via internet avant rendez-vous nominatif et horodaté ; présentation de l'animal à distance ; mesures 'barrières' et dossier d'adoption simplifié).

## Législation
Comme pour diverses parasitoses, bactérioses et viroses (Ebola et la grippe aviaire en particulier), la chasse et le trafic d'animaux ou de viande de brousse peuvent véhiculer le microbe et contribuer à l'apparition de nouvelles souches éventuellement plus pathogènes ou ciblant de nouvelles espèces.
En février la Chine interdit le commerce et de la consommation d'animaux sauvages (interdiction déjà prise au moment du SRAS mais le commerce avait ensuite repris), et en avril, chats et chiens sont exclus de la liste officielle des animaux comestibles.
Dans le monde des pétitions citoyennes, diverses organisations de conservation de la nature, des universitaires ont aussi rapidement plaidé pour une restriction complète du commerce d'animaux sauvages destinés à la consommation humaine et notamment via les marchés humides considérés comme zones à haut risque de transmissions et recombinaisons virales entre espèces, même si cette mesure, rappellent Eskew et Carlson (en juin 2020) ne suffira pas à contrer toutes les pandémies zoonotiques. Pour certaines populations pauvres ou de type chasseur-cueilleur ces législations sont incompréhensibles ou difficile à respecter ; Dans le contexte d'Ebola, les interdictions locales de commerce de la viande de brousse ont renforcé les circuits illégaux (encore plus difficiles à contrôler) et ces interdictions ont sapé la confiance d'une partie des populations locales envers les gestionnaires de la crise sanitaire et envers les écologistes perçus ou présentés comme voulant priver la population d'une nourriture gratuite.

## Capacités de mutations et recombinaisons
Tous les virus à ARN simple brin mutent facilement, et beaucoup plus et plus souvent que les virus à ADN. Des mutations rendant exceptionnellement ces virus plus contagieux et/ou plus virulents peuvent notamment, discrètement, se produire à l'occasion d'un saut d'espèce au sein d'hôtes animaux divers, et apparaitre là où on ne l'attendait pas. Cette constante dérive génétique complique la vaccination et l'efficacité de certains médicaments contre les CoV (mais elles restent possibles et souhaitables et selon Zi-Wei (mai 2020) « en théorie, il est peu probable que la dérive génétique rende rapidement inefficaces les vaccins et les antiviraux contre le SRAS-CoV-2 »). Ces mutations incessantes rendent aussi la veille écoépidémiologique difficile et chronophage.
La taille exceptionnellement longue de l'ARN génomique des CoV leur donne probablement une « plasticité » supplémentaire dans la modification du génome pour les mutations et les recombinaisons. « Elle accroît ainsi la probabilité de coévolution interspécifique, ce qui est avantageux pour l'émergence de nouveaux CoV lorsque les conditions deviennent appropriées ».

### Mutations
Par rapport à l'ensemble des virus à ARN, le SARS-CoV-2 présente (comme tous les CoV) une capacité de mutation modérée à élevée. L'épidémiologie moléculaire se sert de ces mutations pour suivre la propagation mondiale et l'évolution des souches virales et détecter d'éventuelles mutations qui pourraient éventuellement rendre des lignées plus virulentes et/ou plus contagieuses et/ou compliquer la réalisation de vaccins et de médicaments efficaces, « en altérant la capacité des anticorps et des lymphocytes T à reconnaître l'agent pathogène ». Ces mutations sont notamment répertoriées par l'Université de Glasgow.
Il semble aussi que les CoV mutent plus que la moyenne quand ils ne sont pas bien adaptés à leur hôte.
Cependant selon les données acquises de janvier à mai 2020, le SARS-CoV-2 mute un peu moins vite que le SARS-CoV-1.
Ceci suggère que le nouveau SARS-CoV-2 (également un peu moins virulent), est plus adapté à l'homme que le SARS-CoV-1 (Selon zi-Wei et al. (2020) « vraisemblablement, il a déjà été adapté à un autre hôte proche des humains (…) cela s'applique également au MERS-CoV, qui est bien adapté aux dromadaires »).
Parmi les mutations du virus, on ignore la part de celles qui seront viables. On ignore aussi la part des mutations naturelles et spontanée (erreurs « normales » de copies de l'ARN) par rapport aux mutations supplémentaires possiblement dues à des agents mutagènes capables soit d'endommager l'ARN viral, soit d'altérer la machinerie cellulaire détournée par le virus pour se faire répliquer. On a cependant évalué le taux global de substitution moyen des génomes des CoV connus : il est d'environ 10−4 substitution par an et par site (un coronavirus moyen mute environ un million de fois plus souvent que son hôte). Ce taux de mutation varie selon la phase et le degré d'adaptation du virus à son hôte (ou nouvel hôte dans le cas d'une maladie émergente).
Chez les CoV, la suppression de l'exoribonucléase de relecture, entraîne une très haute mutabilité. La plupart des mutants sont non viables, mais plus ils sont nombreux, plus le risque d'apparition d'un nouveau variant ou d'un nouveau virus dangereux existe. En 2020, Patrick C Y Woo et al. (qui ont étudié les sauts inter-espèces des CoV) notent que le Remdésivir (médicament proposé pour la COVID-19) est justement un analogue nucléotidique inhibiteur de cette exoribonucléase (et de l'ARN polymérase ARN-dépendante).

### Recombinaisons génétiques
Parmi tous les virus, les CoV ont un ARN inhabituellement long et complexe. Leur diversité semble en grande partie due à leur mutabilité et à la recombinaison à haute fréquence d'ARN. Ces recombinaisons semblent spontanées, et surviennent même en l'absence de pression sélective,.
Des preuves phylogénétiques de recombinaisons naturelles existent chez les CoV. Elles sont documentées chez des CoV d'animaux (tels que bat SL-CoV et batCoV-HKU9), mais aussi chez des Cov infectant l'Homme (à la fois pour les virus HCoV-HKU1 et HCoV-OC43).
Les génomes de CoV contiennent de nombreux cadres de lecture ouverts uniques, et des fonctions protéiques encodent vers l'extrémité 3' du génome (zone connue pour jouer un rôle important dans d'autres pathologies virales).
En outre les CoV changent aléatoirement et fréquemment de modèles lors de la réplication de leur ARN. Ils le font grâce à un mécanisme unique de « choix de copie ». Quand l'hôte sert de creuset de recombinaison, la commutation de brin d'ARN se produit fréquemment lors de la transcription d'ARN. De longs morceaux d'ARN et/ou de courtes unités sous-génomiques hautement homologues peuvent alors se recombiner pour générer de nouveaux CoV.
Ces recombinaisons, comme les mutations, sont probablement souvent la plupart du temps délétères ou neutres pour le virus, mais elles permettent parfois l’émergence de sérotypes et de biotypes efficaces (à partir d’ARN homologue, par échange de séquences correspondantes entre des CoV apparentés),. Par exemple un nouveau coronavirus, responsable de bronchites aviaires, détecté dans les années 1990, s'est avéré, selon Jia et al. (1995), être issu de la recombinaison d'ARN provenant de trois souches différentes de coronavirus,.
De plus, quand une cellule est co-infectée par plusieurs virus différents, des recombinaison d’ARN hétérologues (c'est-à-dire entre ARN de coronavirus et ARN provenant de sources qui ne sont pas des coronavirus) sont possibles. Quand elles sont « viables », ces recombinaisons sont neutre ou apportent de nouveaux gènes permettant éventuellement l'apparition d'une souche émergente de coronavirus, voire d'un nouveau coronavirus, dotés de propriétés nouvelles,.

### Épidémie canine due à un autre coronavirus en 2019-2010 au Royaume-Uni
Cette épidémie de vomissements intenses a commencé à sévir chez les chiens anglais avant l'apparition de la COVID. Elle est due à un autre coronavirus (signalé quelques mois avant la COVID au R-U). C'est un exemple de coïncidence temporelle entre deux épidémies à coronavirus, causée par deux virus potentiellement susceptibles de se recombiner s'il y a co-infection chez le chien, or de chiens se sont ailleurs montrés infectés par le SARS-CoV-2. Les symptômes de l'épidémie canine sont une léthargie associée à une perte d’appétit prolongée, avec vomissements intenses, et parfois diarrhée. Le réseau de surveillance vétérinaire des petits animaux (SAVSNET) a aussi repéré une épidémie de maladie gastro-entérique non spécifique, probablement à partir de novembre 2019 environ, et hors du bruit de fond des fluctuations normales de la maladie entérique saisonnière du chien (ce pourquoi on parle ici d'épidémie) a identifié comme responsable un coronavirus entérique canin (dit CECov pour « canine enteric coronavirus »).
- 16 chiens sur 39 premiers testés (PCR), soit 41 %, étaient positifs pour le CECoV (alors que 0 de 16 cas-contrôle l'étaient).
- Les fèces et le vomi donnaient plus souvent des résultats positif que les écouvillons oraux. 
Le CECoV est une cause connue (depuis plus 10 ans) de diarrhée plutôt légères ou d'infections inapparentes, mais c'est une cause beaucoup plus rare que le CPV (Canine parvovirus). Le CECoV n'est PAS lié aux coronavirus humains connus, dont au SARS-CoV-2 récemment apparu[232],[233].

## Animaux infectés sur le terrain
À la date d'avril 2020, l'ANSES considère qu'il n'existe aucune preuve scientifique montrant que les animaux domestiques (de compagnie ou d'élevage) jouent un rôle épidémiologique dans la diffusion du SARS-CoV-2. Il en est de même pour les CDC américains, l'OMS et l'OIE. Cependant, certains animaux en contact étroits avec des personnes ayant été infectées de manière probable ou certaine par le SARS-CoV-2 ont été diagnostiqués positifs.
Parmi eux, environ une vingtaine de chats ont été diagnostiqués positifs au SARS-CoV-2. Bien que ce nombre soit probablement sous-estimé, les autorités vétérinaires parlent de cas sporadiques. Les contaminations émaneraient des êtres humains vivant avec l'animal, mais des chercheurs chinois ont montré que la contamination était possible entre chats, ce qui est confirmé par une étude japonaise. En revanche, la contamination de l'humain par le chat est pour l'instant exclue. Les chats contaminés présentaient des formes généralement peu sévères voire asymptomatiques, avec toutefois dans certains cas des symptômes digestifs, des insuffisances cardiaques ou des difficultés respiratoires, accompagnées de toux, dans le cas du patient de Bordeaux par exemple. Les jeunes chatons seraient encore plus sensibles. Bien que les chats semblent sensibles, certains font des formes asymptomatiques. Néanmoins, l'étude clinique des infections à SARS-CoV-2 chez les animaux reste très limitée. Les cas confirmés sont répertoriés sur le site de l'OIE :
- un cas à Hong Kong le 28 février ;
- un cas en Belgique le 28 mars[243] ;
- deux cas à New York le 23 avril[244] ;
- deux cas en France le 2 mai (à Paris) et le 12 mai (à Bordeaux)[239],[241] ;
- un cas en Espagne survenu le 8 mai, présentant des difficultés respiratoires, une insuffisance cardiaque, mais aussi des problèmes de coagulation prouvés par un taux de plaquettes bas, mais sans fièvre (38,2 °C étant normal pour un chat). Il a été euthanasié, les chances qu'il s'en sorte ayant été jugées faibles. Il présentait toutefois des comorbidités[245]. L'animal semble avoir été contaminé par son propriétaire, également décédé du virus[246].

D'autres espèces de félins ont été affectées par le SARS-CoV-2. Par exemple, dans un zoo de New York (quartier du Bronx), quatre tigres ont été contaminés par leur soigneur, présentant une toux sèche et une perte d'appétit. De plus, un tigre sauvage fiévreux repéré en Inde pourrait être mort du coronavirus. Les autorités indiennes ont pris des mesures de précaution dans les réserves où vit cet animal, déjà en voie d'extinction. Trois lions ont été déclarés positifs dans ce même zoo du Bronx. Ils présentaient une toux sèche et une perte d'appétit, sauf l'un d'entre eux, qui était asymptomatique.
Chez les chiens, un premier cas d'infection naturelle a été identifié à Hong Kong, le 28 février 2020, chez un chien sans le moindre symptôme et ayant une charge virale faible. Cet animal est mort le 16 mars, sans qu'on en connaisse la cause.
De nombreux visons, parmi les 20 500 élevés dans deux fermes situées à l'est d'Eindhoven aux Pays-Bas, ayant contracté le SARS-CoV-2 ont présenté des difficultés respiratoires. Une hausse de la mortalité a par ailleurs été observée. Les premiers animaux atteints auraient été contaminés par les employés, présentant des symptômes sans toutefois avoir été testés, et la promiscuité aurait joué un rôle dans la poursuite de la transmission du virus au sein des élevages. Les autorités ont fermé les deux fermes, et établi un périmètre de sécurité de 400 m autour d'elles, même si aucun cas de transmission du vison à l'être humain n'a été établi. Le ministère de l'agriculture des Pays-Bas a décidé de procéder à partir du 6 juin 2020 à l'abattage de 10 000 visons afin d'éviter qu'ils deviennent un foyer de contamination pour l'homme.

## Animaux inoculés dans le cadre de la recherche scientifique
Une étude japonaise montre (en laboratoire) que la transmission expérimentale de chat à chat est possible, incitant à la précaution en évoquant une éventuelle chaîne de contamination du chat à l'homme et le rôle des chats dans les contaminations. Une autre, à Wuhan, montre que sur 102 chats testés, 15 présentaient des anticorps, ce qui témoigne d'une infection passée par le SARS-Cov-2. Les chiens seraient moins sensibles que les félins au SARS-CoV-2 puisque, selon une expérience chinoise, après inoculation chez cinq beagles, les chiens auraient rapidement neutralisé le virus (pas d'agents actifs retrouvés) et n'ont pas présenté de symptômes.
D'autres études (chinoises) ont, en 2020, montré la sensibilité du furet au coronavirus, avec apparition de symptômes (toux sèche) plus marqués que chez le chat,. La possibilité d'une transmission du SARS-CoV-2 entre furets a par ailleurs été confirmée par l'une de ces études. Les hamsters, qui ont la même sensibilité au virus que les furets sont utilisés pour étudier la réponse immunitaire au virus, supposée similaire à celle développée par l'humain.
Des macaques rhésus, expérimentalement contaminés par le SARS-CoV-2, ont développé une maladie respiratoire d'une durée de 8 à 16 jours, analogue aux formes modérées de Covid-19 observées chez l'humain. Des infiltrats étaient visibles sur les radiographies pulmonaires (comme chez l'Homme). Des charges virales élevées ont été détectées dans le nez et la gorge de tous les animaux, ainsi que dans les lavements bronchoalvéolaires. Des pertes rectales prolongées ont été observées chez l'un d'entre eux. Cela étant, aucun cas de contamination naturelle ni de transmission entre macaques n'a été observé. Une prépublication a révélé que les animaux étudiés n'avaient pas pu être recontaminés après guérison, mais la faible taille de l'échantillon ne permet pas d'en tirer des conclusions définitives. Un candidat vaccin est actuellement testé sur cette espèce animale en prélude à une possible expérimentation en médecine humaine.
D'après des études chinoises, les canards, les poulets et les porcs ne seraient pas sensibles au nouveau coronavirus (SARS-CoV-2), y compris avec de fortes doses inoculées De même, en conditions d'inoculation très sévère en laboratoire, les souris ne semblent être que de piètres hôtes du SARS-CoV-2. Étant donné l'importance de bénéficier d'un modèle animal pour étudier les processus infectieux en laboratoire, des souris exprimant la forme humaine du récepteur ACE2 ont été testées, et se sont révélées capables de multiplier le virus dans leurs poumons, ouvrant la porte à des recherches accélérées sur la thérapie antivirale, les vaccins et la pathogenèse en général.
Des faons de cerf de Virginie expérimentalement infecté par des chercheurs de l'USDA sont restés asymptomatiques, mais ont émis le virus dans leur mucus nasal et leurs excréments, et ils ont pu propager l'infection à d'autres faons, dont dans des enclos adjacents. Le cerf de Virginie peut excréter une importante charge virale, et semble aussi pouvoir être « réinfecté » par un autre variant du virus (phénomène décrit par Kuchipudi à partir d'échantillons faits en décembre et janvier 2022 (un cerf avait des anticorps contre Omicron, mais aussi contre le variant Delta). En 2022, on estime que cet animal pourrait à l'avenir jouer un rôle de réservoir pour le SARS-CoV-2.

### Mieux comprendre les coronavirus dans le monde animal
Il y a un consensus scientifique sur le fait que certaines espèces sauvages sont naturellement presque constamment porteuses de coronavirus (avec lesquels elles ont coévolué durant des milliers d'années), sans en être significativement affectées.
Les séquences génomiques de coronavirus disponibles et les études faites dans le milieu naturel indiquent qu'il existe au moins deux grands groupes animaux (il pourrait en exister d'autres non encore testés) formant le « réservoir » principal des CoVs en général ;
1. les chiroptères : hôtes naturels du HCoV-NL63 et du HCoV-229E[17] ;
2. les rongeurs : hôtes naturels fu HCoV-OC43 et HKU1[17]).

Un premier indice, pour le cas particulier du SARS-CoV-2 est qu'il semble avoir émergé (en 2019) dans un contexte propice à l'émergence d'une nouvelle zoonose.
Les enquêtes épidémiologiques rétrospectives montrent que parmi les premiers malades chinois, beaucoup avaient été directement ou indirectement exposés à du gibier sauvage, à des fruits de mer ou à des oiseaux et mammifères vivants, vendus sur le marché de gros de fruits de mer de Huanan (fermé par la municipalité après le début de l'épidémie de COVID-19 le 1er janvier 2020 ; c'est le plus grand marché de fruits de mer du centre de la Chine, mais il était surtout apprécié pour sa viande de brousse (ye wei en chinois) et la vente d'animaux exotiques très demandés en Chine. Une photographie prise sur ce marché montre les prix de 112 « articles » vendus dont des mammifères (porc, chameau, mouton, cerf, kangourou, lapin, castor, rat, porc-épic, marmotte, blaireau, loutre, civette, chien, renard, louveteaux, hérisson), des oiseaux (volaille, autruche, paon, faisan), des reptiles (crocodile, tortue, divers serpents y compris bungarus multicinctus), des amphibiens (grenouilles, salamandre géante), des arthropodes (cigale, scorpion, scolopendre), etc,,,,,,,,,.
Ces marchés sont dits marchés humides car ils vendent traditionnellement en plein air des animaux morts et vivants, accessible aux rats, mouches, chats et oiseaux, où le sang et d'autres liquides corporels issus de différentes espèces représentent une source exceptionnelle de propagation de maladies infectieuses voire de saut des barrières d'espèces et de recombinaison génétique d'agents pathogènes tels que bactéries et virus zoonotiques. Les camélidés et civettes figurant dans la liste ci-dessus d'animaux vendus sur ce marché sont connus pour être hôtes intermédiaires du SRAS et du MERS, tous deux à l'origine d'un début de pandémie.
Au moins cinq autres hôtes intermédiaires ont d'abord été envisagés comme "hôte" possibles de recombinaison et humanisation du virus : deux espèces de Chauves-souris, le Pangolin, la civette palmiste, le dromadaire et Homo sapiens lui-même. Le dromadaire sera exclu de cette liste en mai 2020.
Des indices sur la relation virus-animal sont fournis par l'étude - chez certaines espèces - des récepteurs que le virus utilise pour s'accrocher à la surface des cellules de son hôte (cellules du poumon ou du tube digestif). 
Ces récepteurs jouent le rôle d'une « serrure » pour laquelle la « clé » du virus doit être adapté ; ils sont donc d'un déterminant majeur de la capacité infectieuse du virus et du risque épidémique ou pandémique.
Mi-mars 2020 on savait déjà à ce propos que :
- chez l'humain, tout comme chez Rhinolophus sinicus (chiroptère), chez la Civette et le porc (mais pas chez la souris), l'Enzyme de conversion de l'angiotensine 2 (ACE2) est le récepteur qui permettait aux précédents coronavirus « humanisés » de pénétrer ses cellules-cible[270], même si le mécanisme précis « in vivo » est encore mal compris[115] ;
- deux autres études ont montré (ou prédit) que le virus 2019-nCoV cible l'ACE2 humain de la même manière que le faisait le SRAS (SARS-CoV), c’est-à-dire principalement via les glycoprotéines de pointe du virus (dites protéines S)[271],[272] ; ces protéines S mutent régulièrement. Parfois une mutation leur permet de se fixer aux récepteurs de cellules-cibles d'autres espèces ; le virus peut alors franchir la « barrière des espèces »[273],[274] ;

L'enveloppe du SARS-CoV-2 abrite dans sa « glycoprotéine de pointe » « S » un site très particulier, dit de « clivage de la furine polybasique » (la lettre S provient du mot anglais Spike), site qui semble expliquer sa pathogénicité pour l'homme et d'autres espèces (certains grands singes notamment).
Deux premières études (de type génomique) publiée par le Journal of Proteome Research par des chercheurs de Guangzhou (Chine) ont d'abord conclu à une forte probabilité que l'espèce intermédiaire dans laquelle l'humanisation du SARS-CoV-2 aurait eu lieu soit le Pangolin (mammifères à long museau et couvert d'écailles, très utilisé en médecine traditionnelle chinoise, fortement chassé et braconné en Chine du Sud et en Afrique), et non pas un serpent ni une tortue, mais il s'avèrera ensuite (sur la base de modélisation de protéines par homologie) que l'ACE2 du Pangolin n'est pas optimalement configurée pour se lier à la protéine Spike du virus. Toujours sur la base de la modélisation protéique, l'espèce intermédiaire pourrait aussi appartenir aux Bovidae ou aux rongeurs du groupe des Cricetidae, plutôt qu'aux porcins, selon trois chercheurs de l'université de Shandong (Luan et al. ; 1er avril 2020) qui, en se basant sur les caractéristiques de leurs protéines ACE2, estiment que les Bovidae et les Cricetidae (hamster doré notamment) devraient faire partie des hôtes-intermédiaires à dépister pour le SARS-CoV-2 (ce groupe inclut notamment les campagnols, rats et souris, vecteurs de nombreux autres virus et autres pathogènes) ; Ces mêmes auteurs notent que (outre l'ACE2 des primates) l'ACE2 des cétacés est également (toujours d'après une modélisation) « reconnu » par le SARS-CoV-2. Or, une sous-espèce endémique, rare et menacée de cétacé (Neophocaena phocaenoides asiaeorientalis, dit marsouin du Yangtze), dulçaquicole, vit dans les cours inférieurs du fleuve Yangtze et de ses lacs, non loin de Wuhan ; les auteurs suggèrent de voir s'il est infecté par le SARS-CoV-2 ou par un coronavirus apparenté.
Une autre études (Nature, avril 2020) montre que le Pangolin de Malaisie (Manis javanica) porte bien un coronavirus très proche du SARS-CoV-2, mais il n'est pas le seul. On a ensuite montré que les Pangolins portent deux lignées phylogénétiques de coronavirus proches du SARS-CoV-2 (PCoV-GX et PCoV-GD),,,. La protéine de pointe de la lignée PCoV-GD présente un motif de liaison aux récepteurs quasi identique à celui de SARS-CoV-2, mais le génome complet de ces coronavirus « de Pangolins » n'ont que 85,5% à 92,4% d'homologie nucléotidiques avec le SARS-CoV-2 (alors que le SRAS-CoV-1 et le MERS-CoV avaient avec la civette palmiste et le dromadaire 99,6% et 99,9%% d'homologie de séquence du génome avec leur homologue humain,. Les Pangolins testés début 2020 ne sont donc probablement pas l'hôte intermédiaire direct du SARS-CoV-2. Il reste à déterminer si le SARS-CoV-2 provenait d'autres Pangolins ou d'autres espèces d'animaux sauvages.
Des confirmations épidémiologiques et pathogenénétiques nécessiteront du temps, mais il y a consensus sur le fait qu'exposer des dépouilles d'animaux sauvages ou ces animaux vivants sur les marchés, de même que les transporter et les consommer devrait être « strictement prohibé ».
Mi-avril, 14 espèces de mammifères avaient été plus finement étudiées du point de vue des caractéristiques de leur récepteurs ACE2. Plusieurs de ces espèces présentent des caractéristiques de vulnérabilité au virus SARS-CoV-2 ; les espèces les plus sensibles étaient l'Humain et le singe rhésus, et les moins sensibles étaient le rat et la souris ; et parmi les autres espèces l'ACE2 du lapin et du Pangolin se sont fortement liée à la sous-unité S1 de la protéine SARS-CoV-2 S (avec en outre une infection expérimentalement constatée).
Le lapin, un lagomorphe très chassé de par le monde, proie éventuelle du Vison (également vulnérable au virus de la COVID-19), facilement en contact avec des fumiers, lisiers et résidus d'épuration épandus sur les champs ou prairies, et qui fait en France l'objet d'introductions pour la chasse de loisir ("garennes artificielles") et de nombreux d'élevages pour sa viande, sa peau ou son poil angora), présente un ACE2 qui pourrait le rendre très vulnérable au virus pandémique. La Chine est devenue leader mondial pour la production de fourrure de lapins, dont dans la ville de Daying et celle de Zhangjiakou (qui devrait, avec Pékin, accueillir les JO d'hiver de 2022) s'est fait une spécialité de son élevage dans des clapiers industriels qui jouxtent souvent des élevage de visons (« l'industrie des peaux, qui avait prospéré sous la dernière dynastie impériale Qing, emploie toujours 70 000 personnes dans la région (…) qui devrait générer cette année plus de 5 milliards de yuans (734 millions d'euros) de revenus, selon le gouvernement provincial. » ; Or le vison est également sensible au virus comme l'ont montré aux Pays-Bas deux infestations de fermes d'élevages de visons par le virus (deux fermes distantes). De plus des élevages ont été dénoncés pour leurs mauvaises pratiques (allant jusqu'à l'écorchage d'animaux encore vivants),

#### Inquiétudes quant à la transmission du SARS-CoV-2 chez les grands singes
Parmi les primates Hominidés, dont font partie l'être humain, les chimpanzés, les gorilles et les orangs-outans ont une forte proximité génétique avec l'humain (98,5 % pour le chimpanzé et le gorille et 96 % pour l'orang-outan). Ceci fait redouter une éventuelle transmission à des populations déjà très affaiblies. On savait le gorille déjà sensible à d'autres coronavirus humains, comme HCoV-OC43 et plus généralement aux virus humains, comme le virus Ebola, ayant déjà tué le tiers des gorilles. Des mesures de protection ont été prises en République démocratique du Congo pour protéger l'espèce très menacée du gorille de montagne, avec la fermeture du parc naturel des Virunga qui les accueille, et ce jusqu'au 1er juin 2020. Le Rwanda a pris des mesures équivalentes mais qui ont été même élargies aux recherches scientifiques. De son côté, l'Ouganda n'a pas pris de mesures particulières. Les jardins zoologiques ont généralement été fermés au public, et les soigneurs ont adopté des pratiques de précaution. En mars 2020, les scientifiques jugaient le risque de complications élevé, d'autant plus que la mise sous respirateur serait impossible et que la distanciation physique entre primates est difficile. Les deux premiers cas de Gorilles testés infectés en zoos ont été signalés début 2021 à San Diego (mis en quarantaine, avec toux et faible congestion).

## Prospective
Depuis le début des années 2000, de nombreux écologues, virologues et vétérinaires ont alerté sur le fait que les conditions d'une pandémie zoonotique grave étaient réunies. La grippe pandémique était la candidate la plus médiatisée, mais trois émergences de coronavirus « humanisés » en 20 ans laissaient aussi penser que ces virus doivent aussi être surveillés de plus près aux interfaces entre la santé humaine et animale.
Malgré les alertes répétées, « aucune mesure substantielle n'a été prise pour faire face aux limites des contacts stricts et répétés entre l'homme et la faune (…) Alors que les mécanismes biologiques sous-jacents à l'évolution virale ne sont pas sous contrôle humain, les habitudes sociales et culturelles peuvent être modifiées en conséquence grâce à des campagnes d'information profondes et percutantes. Si, aux habitudes humaines, nous résumons l'impact des pratiques agricoles modernes et de l'urbanisation et la diminution de l'espace vital pour la faune, il est assez facile de comprendre que, si aucune contre-mesure n'est prise, nous serons confrontés à de nouvelles urgences sanitaires graves d'origine animale dans le années suivantes avec un impact social et économique énorme sur nos vies. Comme le montre clairement l'émergence du SRAS-CoV-2, les CoV sont les acteurs principaux de ce puzzle complexe caractérisé par les interactions des mécanismes biologiques viraux et des habitudes humaines » concluaient en mai 2020 Decaro et Lorusso. Selon eux, préparer activement les réponses individuelles et collectives à de prochains passages de la barrière des espèces par des virus, de l'animal vers les humains, reste une priorité de santé publique.
Selon ces deux infectiologues, une surveillance génomique « massive » est pour cela nécessaire dans la faune sauvages (et pas que pour les CoV), de même qu'un séquençage massif et partagé des souches de SRAS-CoV-2 détectées dans la faune et chez les patients ayant développé une COVID-19, ceci afin de comprendre l'origine de la COVID-19, et mieux éviter d'autres pandémies similaires ou plus graves. Avant cela il est urgent ;
- d'interdire les marchés humides, et mettre en place une gestion plus respectueuse de l'environnement ;
- comprendre les interactions entre les CoV et leurs hôtes, in vitro (cultures cellulaires, explants ex-vivo des voies respiratoires) et in vivo (étude d'animaux sensibles à l'infection par le SRAS-CoV-2) ;
- préparer de nouveaux médicaments anti-coronaviraux sans attendre une prochaine pandémie.

La recherche s'intéresse aussi à une éventuelle émergence possible d'autres nouveaux CoV potentiellement pandémique car capables de sauts inter-espèces et/ou de recombinaison virale. Par l'analyse comparative de la variabilité de la séquence protéique complète et des points chauds (domaine de liaison du ligand) permettant la liaison de la protéine Spike de l'enveloppe virale du SRAS-CoV-2 humain (hACE2) avec l'ACE2 d'une espèce animale, la bioinformatique peut peut prédire la susceptibilité d'une espèces à contracter le SRAS-CoV-2. Elle peut ainsi orienter le dépistage vers des espèces plus à risque d'infection par le virus de la COVID-19. Pour cela, de premiers scores de sensibilité des animaux au virus a été proposés en septembre puis en octobre 2020.